# Zirkus

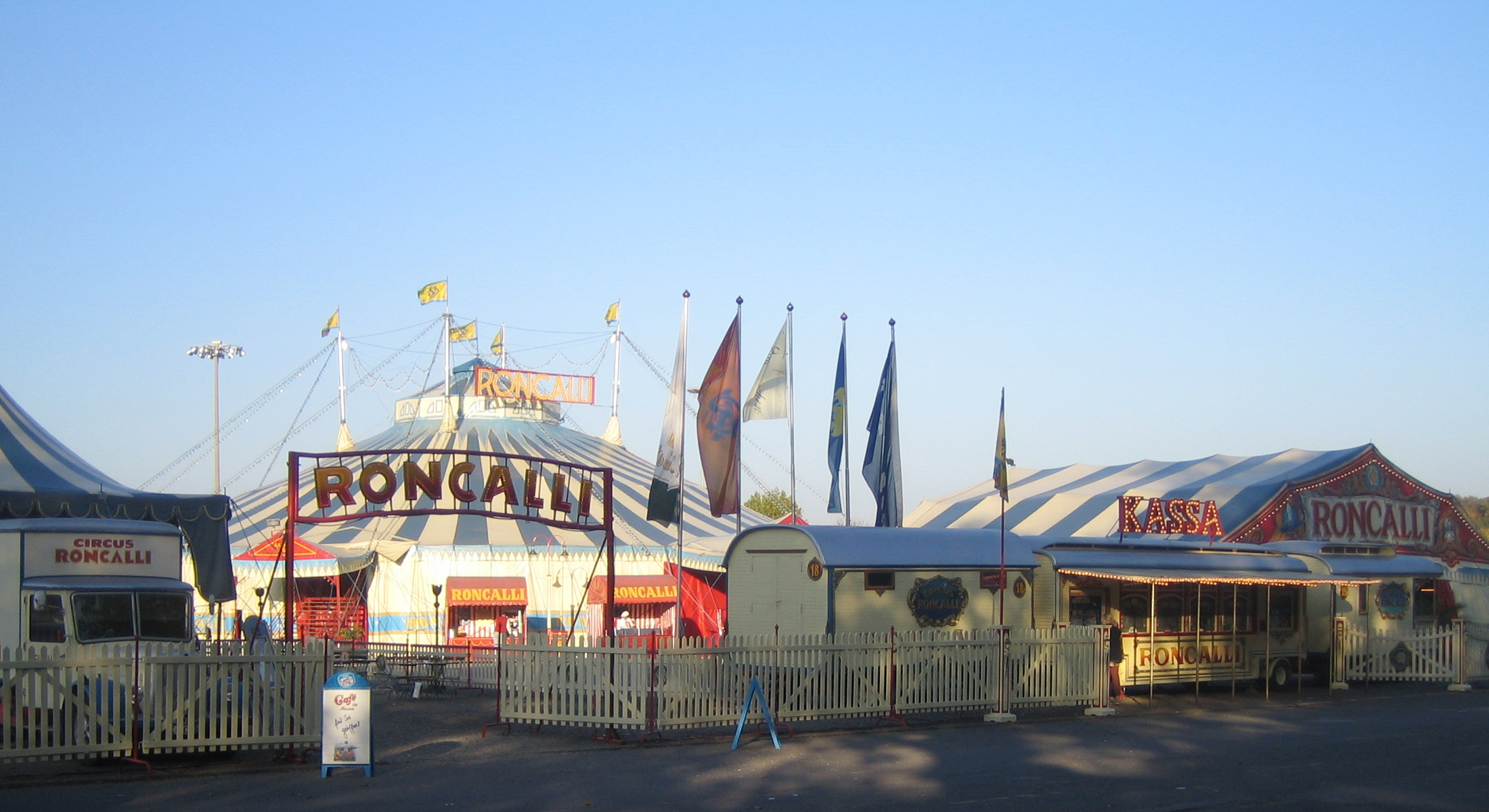
Circus Roncalli

Ein Zirkus oder auch Circus (lateinisch circus ‚Kreis‘, ‚Ring‘, ‚runde Arena‚; Plural: Zirkusse bzw. Circusse) ist meist eine Gruppe von Artisten, die eine Vorstellung mit verschiedenen artistischen (zirzensischen) Darbietungen (Akrobatik, Clownerie, Zauberei, Tierdressuren) zeigt. Wirtschaftlich gesehen ist ein Zirkus ein Unterhaltungsunternehmen.

## Begriffsklärung
Die Schreibweise „Circus“ benutzen die meisten Zirkusse wegen des lateinischen Ursprungs, zum Beispiel im Eigennamen „Circus Krone“. Das deutsche Wort Zirkus leitet sich vom griechischen kírkos oder lateinischen circus (‚Kreis‘) her. Beide Begriffe bezeichneten im antiken Griechenland und Rom eine kreis- oder ellipsenförmige Arena, in der in erster Linie Wagenrennen und seltener Tierkämpfe der Gladiatoren stattfanden (z. B. Circus Maximus). Mehr als die Form der „Bühne“ hat der neuzeitliche Zirkus mit dem antiken Circus nicht gemeinsam.

## Zirkus im festen Gebäude oder im Zelt
Der klassische in Europa bekannte Zirkus ist der Wanderzirkus: Er ist oftmals ein Familienunternehmen, das mit einem Zirkuszelt, auch als Chapiteau bezeichnet, von Ort zu Ort zieht. Das Zirkuszelt, das heute für die meisten Menschen selbstverständlich zum Zirkus gehört, gab es allgemein erst zu Beginn des 20. Jahrhunderts. Zuvor mussten Zirkusvorstellungen in provisorisch errichteten Schaubuden, in Theatergebäuden oder im Freien abgehalten werden.
Die Bezeichnung Zirkus leitet sich von der Form der „Bühne“ ab, der runden Manege. Seit Philip Astley, dem britischen Begründer des modernen Zirkus, werden Manegen meistens mit einem Durchmesser von knapp 13 Metern (genauer: 14 Yards bzw. 42 Fuß = 12,8016 Meter) gewählt, da dies ein perfektes Maß ist, um ein Pferd im Kreis laufen zu lassen. Bei zu kleinen Manegen legt sich das Pferd zu sehr in die Kurve, für einen Reiter sind akrobatische Darbietungen dann kaum möglich. Die Manege ist im Regelfall von einem ca. 50 cm hohen Manegenkasten (auch „Piste“ genannt) umgeben. Während die Manege früher oft mit Sand gefüllt war, werden seit Anfang des 20. Jahrhunderts Sägespäne als Einstreu genutzt, deren Geruch sich heute kaum mehr vom Zirkuserlebnis trennen lässt. Für artistische Darbietungen wird darüber häufig ein sogenannter Manegenteppich ausgerollt. Zirkusse, die auf Tierdarbietungen verzichten, nutzen häufig Bretterböden ohne Sägespäne; auch andere Formen der Manege und Manegen mit kleineren Durchmessern sind möglich.

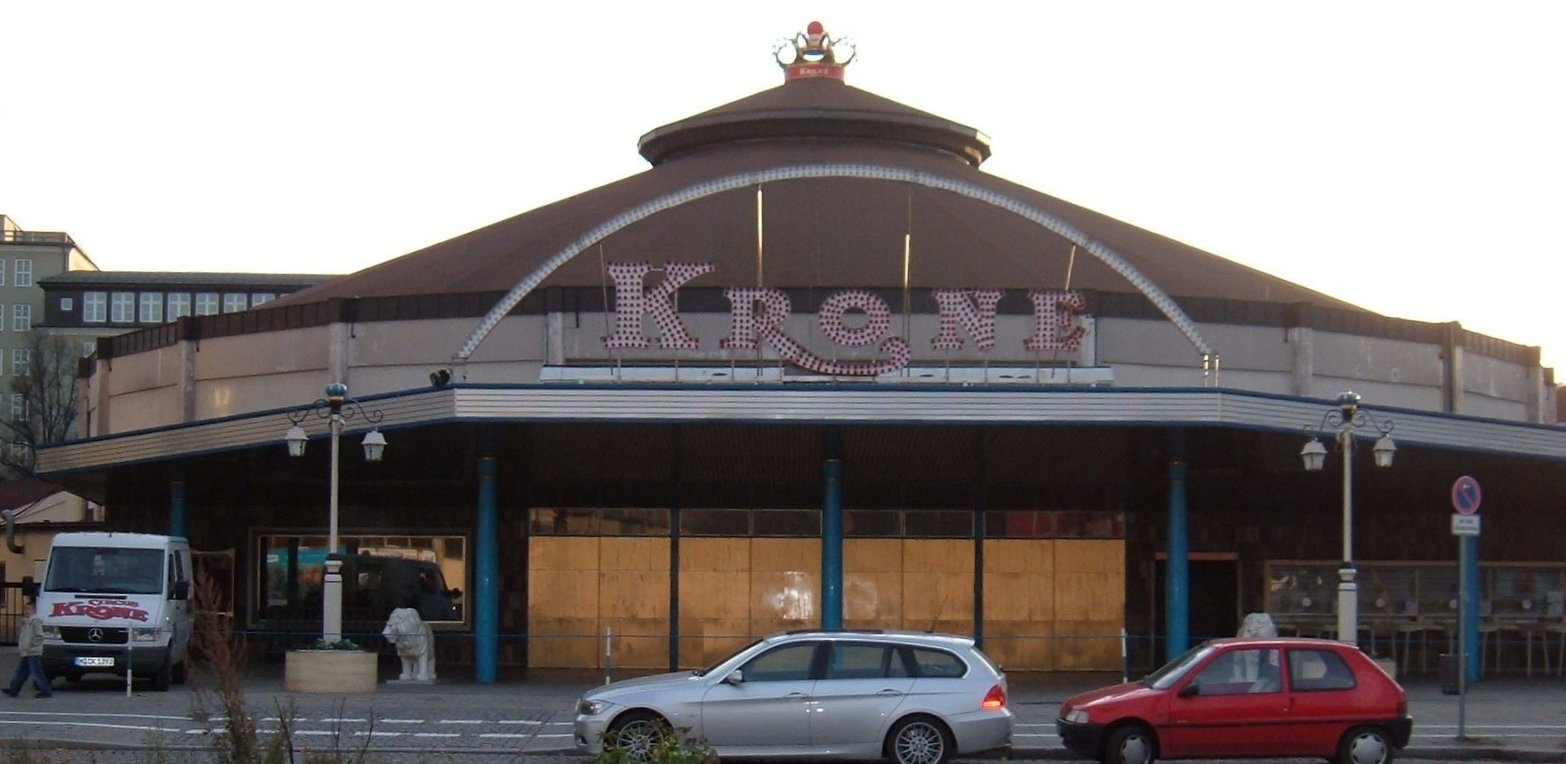
Der Kronebau in München

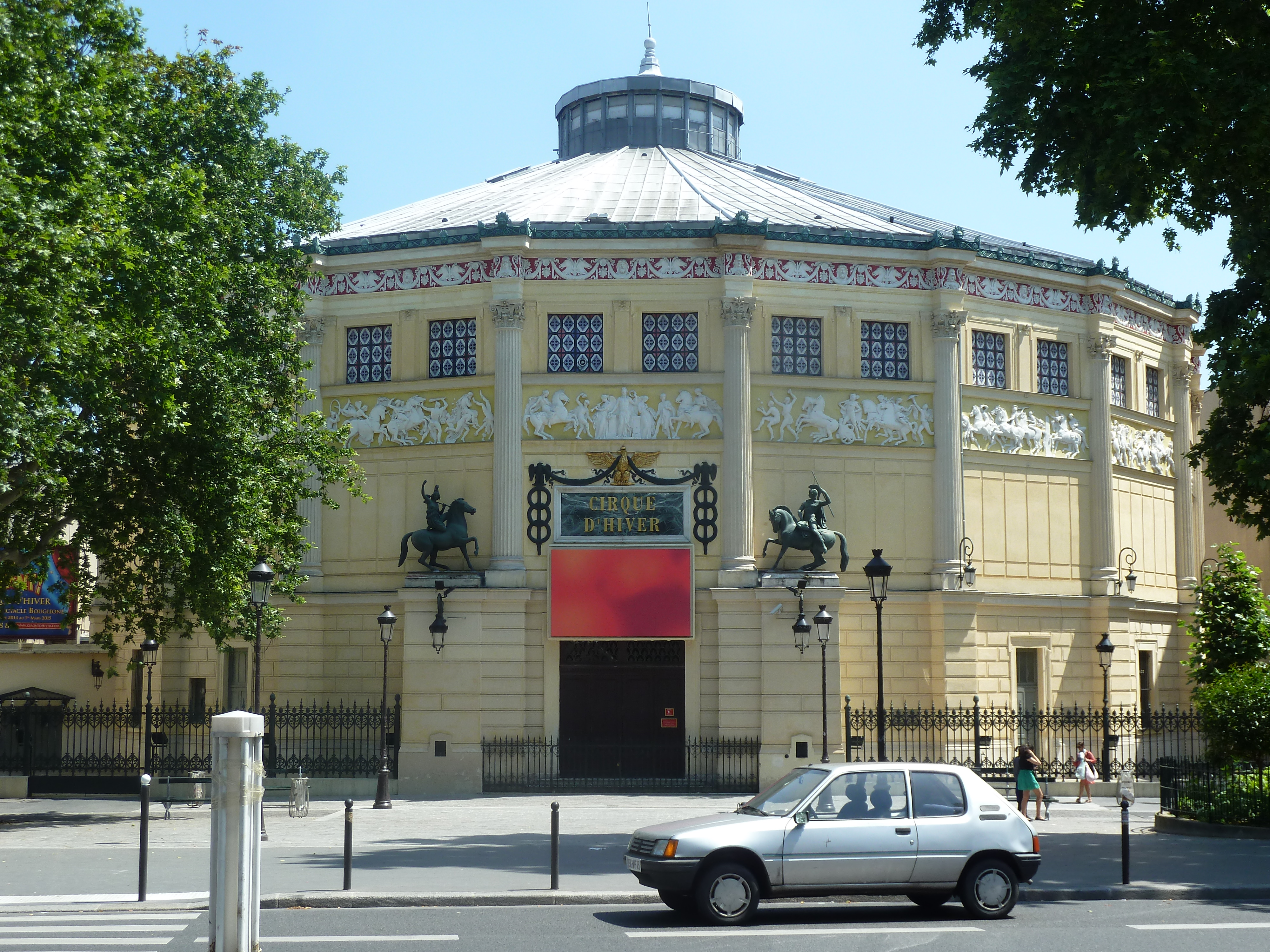
Gebäude des Cirque d’hiver in Paris; eines der letzten festen Zirkusgebäude in Europa

Neben den Wanderzirkussen gibt es noch vereinzelt Zirkusse mit festen Gebäuden. Zirkusgebäude sind oft rund oder oval wie ein Amphitheater. Moderne fixe Zirkusgebäude, die ein ganzjähriges Zirkusprogramm beherbergen, gibt es noch in den ehemals sozialistischen Staaten, etwa den Hauptstädtischen Großzirkus im Budapester Stadtwäldchen und insbesondere in den Nachfolgestaaten der ehemaligen Sowjetunion (wie in Riga, Chișinău, Moskau oder Taschkent).
In Frankreich gibt es noch eine Reihe fester Zirkusgebäude, die nur noch teilweise als Zirkus genutzt werden, wie den Pariser Cirque d’hiver. In München unterhält der Circus Krone mit dem Kronebau eine feste Spielstätte, die vor allem während der Tourneepausen im Winter für Circusprogramme genutzt wird und außerhalb dieser Spielzeiten für andere Veranstaltungen gebucht werden kann.
Historisch bedeutsam sind unter anderem die Zirkusbauten des Circus Renz, des Circus Sarrasani, des Circus Busch und des Circus Schumann. Das Theater Carré in Amsterdam war ursprünglich ein reines Zirkusunternehmen.

## Geschichte

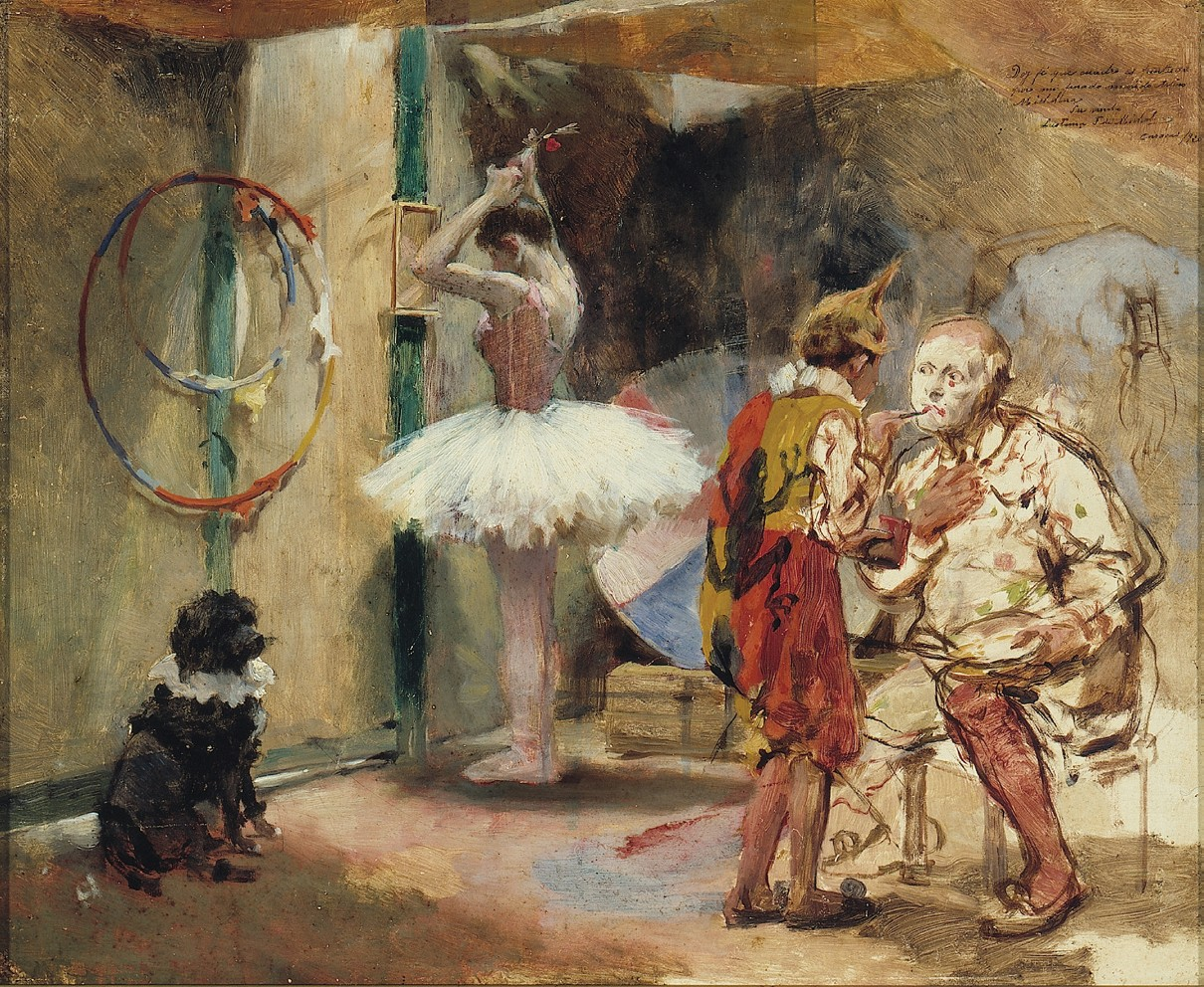
Zirkus um 1891, Gemälde von Arturo Michelena

Die Entstehung des Zirkus ist vor allen Dingen eine Geschichte von einzelnen Zirkus-Dynastien, also Artistenfamilien und -gruppen. In seiner Geschichte hat der Zirkus zahlreiche Wandlungen erfahren: sowohl in seiner äußeren Gestalt – vom festen Zirkusbau über die Wandermenagerien zum flexiblen Chapiteau bis hin zu Theaterbühnen – als auch in der Form seiner Darbietungen – vom Pferdetheater über monumentale Pantomimen zum Cirque Nouveau.
Als Vater des klassischen Zirkus gilt Philip Astley (1742–1814). Die ursprünglich dargebotene Kunst waren Pferdedressuren, weitere Artisten folgten. „Wilde“ und exotische Tiere waren eine relativ späte Neuerung. Unterschiedliche Gewichtungen je nach Region führten zur Entstehung nationaler Eigenheiten.

### England im 18. Jahrhundert
Die Wiege des klassischen Zirkus war das industrialisierte England. Seit Mitte des 18. Jahrhunderts emanzipierte sich hier die Reitkunst vom höfischen oder militärischen Anlass. Erste Kunstreiter traten auf. Die Auftrittsorte der sogenannten Kunstreitergesellschaften waren bretterumzäunte Flächen unter freiem Himmel. Hier entwickelte sich auch die runde Form der Manege: Für die akrobatischen Kunststücke auf dem Rücken der Pferde wurde die Zentrifugalkraft genutzt. 1769 erwarb Astley für seine Riding School ein Gelände an der Westminster Bridge, überdachte die Galerien der Zuschauer und erweiterte seine Truppe um Reiter, Akrobaten und einen Clown.
Ab 1770 führte Astley regelmäßige Programme mit zunehmender Einbeziehung weiterer Künste wie chinesischem Schattentheater oder Ballett auf. Die Idee eines die Pferdedressuren umrahmenden Programms war nicht neu, wurde aber nur sporadisch verwirklicht. 1778/79 eröffnete Astley ein festes Haus in London, und die Aufführungen entwickelten sich zu einem dauerhaften Bestandteil der städtischen Veranstaltungskultur. 1782 eröffnete er ein weiteres Haus in Paris. Astleys Ziel war es, ein für jeden verständliches Theater zu schaffen, das mit wenig Worten auskommen sollte. Er entwickelte das Genre „Hippodrama“, das die Aufführung von Pantomimen (bilderreiche Theaterstücke) mit Pferden bezeichnete. Dargestellt wurden vor allem Schlachten und tagesaktuelle Ereignisse, wie zum Beispiel der Sturm auf die Bastille einen Monat nach dem Geschehen 1789. Das Nachstellen markanter Momente der jüngsten Vergangenheit war im populären Theater üblich. Diese Art Darbietungen fand regen Zuspruch bei der in die Städte strömenden Bevölkerung. – Den Begriff „Circus“ bekämpfte Astley zeit seines Lebens.

### Frankreich im 19. Jahrhundert

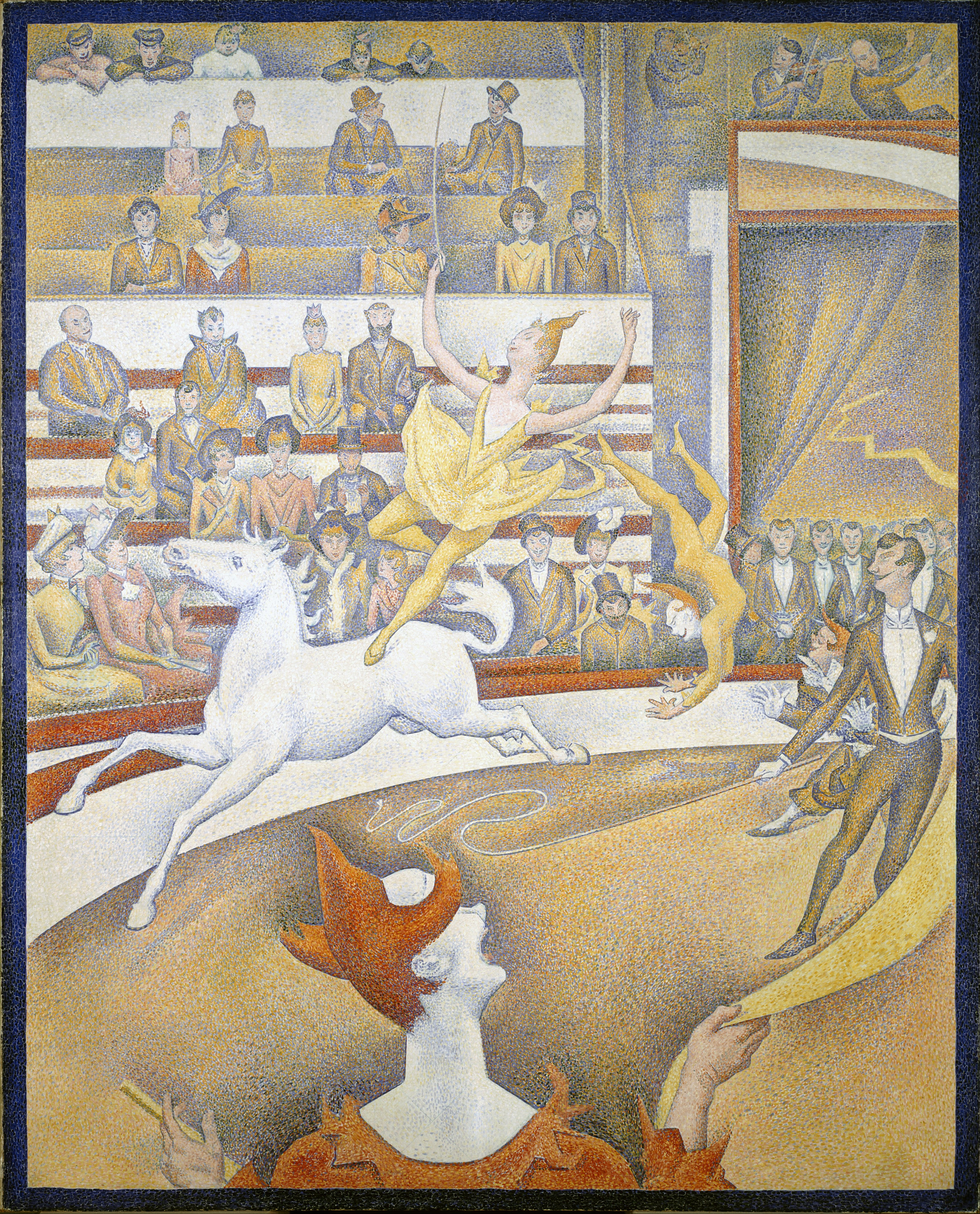
Der Zirkus Georges Seurat, 1891

Der Begriff Zirkus setzte sich in den Jahren nach Astley insbesondere durch Veranstaltungen des Antoine Franconi (1737–1836) gehörenden Cirque Olympique in Paris durch. Er bezog sich seit Beginn des 19. Jahrhunderts nicht mehr nur auf die Form des Gebäudes, sondern auch auf den Inhalt der Darbietung, die so vom Theater unterschieden wurde. Die Abgrenzung wurde durch das Napoleonische Theaterdekret aus dem Jahr 1807 befördert, in dem verboten wurde, das Aufführen von Kuriositäten, Raritäten und Ähnlichem weiterhin als Theater zu bezeichnen.
Die Darbietungen entwickelten sich in dieser Zeit immer mehr zu ausgefeilten Pantomimen, in denen die Sprache auch wieder verstärkt zum Einsatz kam. Die Pantomimen waren gekennzeichnet durch kostbare Kostüme, aufwändige Bühnenbilder und mehrere hundert Statisten. Obwohl weiterhin andere artistische Darbietungen in den Programmen Platz fanden, verloren sie an Bedeutung: Pferdevorführungen bildeten die Grundlage des Programms, dessen Höhepunkt die Hohe Schule war. Im Paris des beginnenden 19. Jahrhunderts waren die Schlachten und Taten Napoleons, der als eine Art Volksheld galt, das hervorstechende Thema der Pantomimen. In der Pantomime Die Löwen von Mysore (1831) waren zum ersten Mal dressierte Löwen im Zirkus zu sehen. Es war ein durchschlagender Erfolg, der den Weg zu weiteren Tierdressuren ebnete. Mit der Entstehung der Music Halls seit der Mitte des 19. Jahrhunderts spalteten sich die Kleinkunst-Darbietungen vom Zirkus ab.

### Innovationen aus Amerika

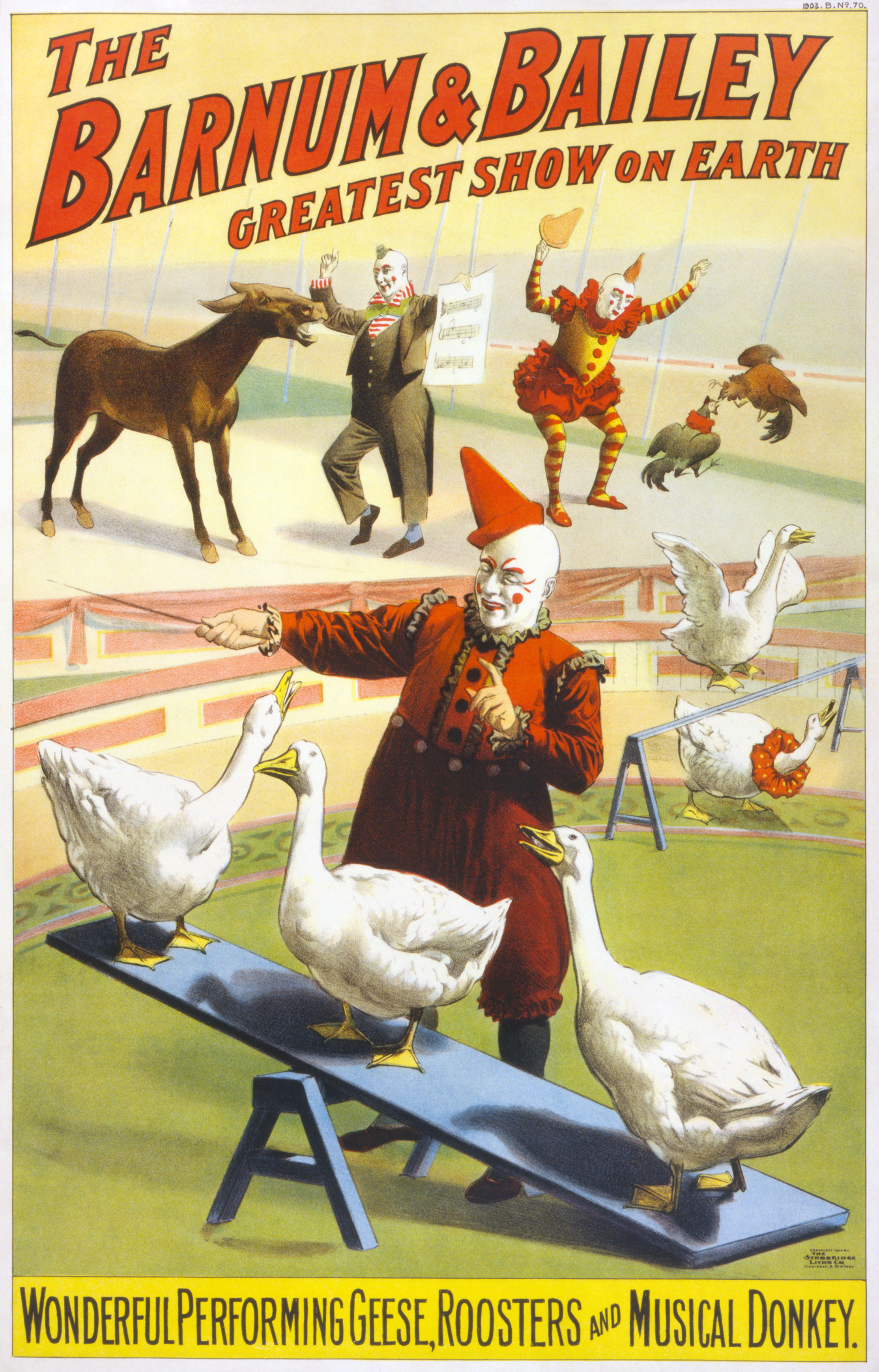
Poster für den Zirkus Barnum & Bailey, 1900

Bis zum Ende des 19. Jahrhunderts fand Zirkus nur in festen Spielhäusern statt. Eine Innovation, die dieses Bild bis heute grundlegend ändern sollte, kam aus den Vereinigten Staaten: hier entwickelte sich Ende des 19. Jahrhunderts der Zeltzirkus. Der Zirkusdirektor Aron Turner benutzte bereits 1830 ein regenschirmähnliches, einmastiges Leinwandzelt. 1873 wurde in Konstanz die Zeltbaufirma Ludwig Stromeyer gegründet, die sich zum Hauptlieferanten der deutschen Zirkusse entwickelte. Paul Busch trat 1884 seine erste Reise mit Chapiteau an. Ab 1900 verbreiteten sich die Zelte rasch in Deutschland. Das hatte den Vorteil, dass man auch in Städten spielen konnte, die zu klein waren, um einen festen Zirkusbau zu besitzen.
Mit dem Wanderzirkus, der sich daraufhin in Deutschland durchsetzte, brach das goldene Zeitalter des Zirkus an. Die Anzahl der Zirkusse stieg, das Niveau dieser Neugründungen aber war sehr verschieden, ebenso die Fähigkeiten ihrer Direktoren. Bis Kriegsbeginn hatte etwa die Hälfte ihren Betrieb wieder eingestellt. Weder vorher noch nachher gab es in Europa so viele Zirkusse wie in den 1920er Jahren.
Das Reisen hatte auch zur Folge, dass die an Ausstattung sehr aufwändigen Pantomimen an Bedeutung verloren und sich stattdessen mehr und mehr ein Nummernprogramm herausbildete. Ebenso löste sich die Zirkusmusik in Besetzung und Programm von der Bühnenmusik im Theater, von der sie herstammte.
Weitere heute originär mit dem Bild des Zirkus verbundene Elemente, die aus den Vereinigten Staaten kamen, waren das Reisen mit der Eisenbahn oder die Vereinigung von Menagerie und Zirkus (Zurschaustellung wilder Tiere bestand bis dahin separat vom Zirkus, so wie die Sideshows) und die Verwendung von Sägespänen anstelle von Manegenteppichen oder Sand.
Durch William Frederick Cody (1846–1917), der als „Buffalo Bill“ allgemein bekannt war, erhielt der europäische Zirkus eine weitere Bereicherung: die große Popularität des Wild-West-Zirkus hatte zur Folge, dass Kunstschützen in die europäischen Zirkusse einzogen und der verwegenen Reiterei (oft „Dschigiten“ genannt) der Vorrang gegenüber der klassischen Reitkunst eingeräumt wurde.
Raubtierdressuren lösten zum Teil die bis dahin dominierenden Pferdenummern ab, und große Tierschauen ergänzten die Vorstellung. Zusätzlich fanden zunehmend Sensationsnummern Eingang.

### Zirkus in Deutschland

#### Deutschland im ausgehenden 19. Jahrhundert

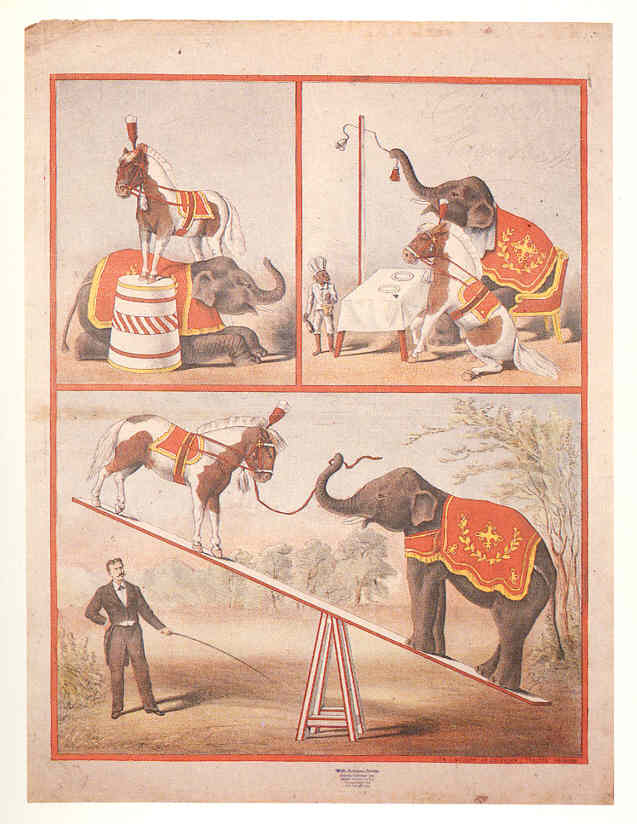
Adolph Friedländer: Pony und Elefant. Plakat für Carl Hagenbecks Zoologischen Zirkus, 1895/1896

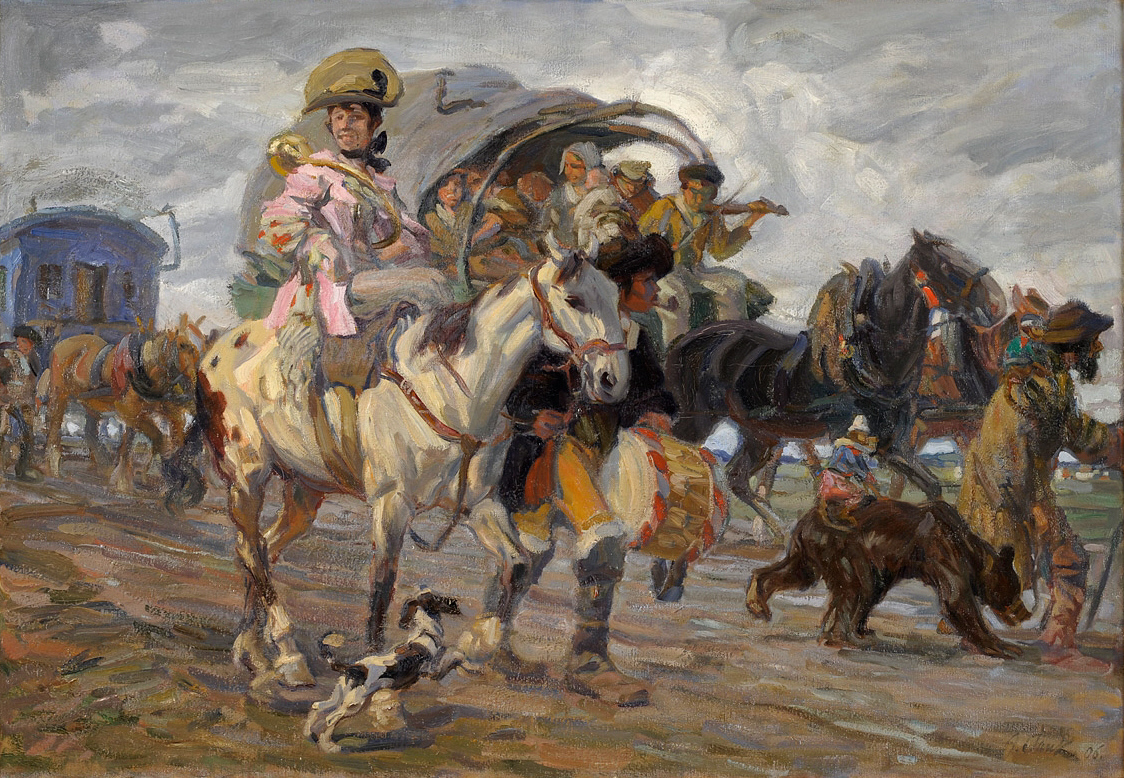
„Wanderzirkus“, Angelo Jank, 1906

Neue Impulse für die Zirkuskunst gingen ab der Mitte des 19. Jahrhunderts von Deutschland aus. Ernst Jakob Renz (1815–1892) war der erste Deutsche, der den Zirkus auch im internationalen Maßstab wesentlich beeinflussen konnte. Außerdem entwickelte er den Sattel zu einem Gurt weiter, damit die Artisten noch mehr Halt hatten. Nach Circus Renz wurde Circus Busch zum Synonym für den deutschen Zirkus.
Renz und Busch unterhielten Zirkusse mit mehreren Häusern in den großen Städten des deutschen Sprachraums: Berlin, Breslau, Wien, Hamburg. Die Programme zeichneten sich durch eine ungeahnte Vielfalt aus. Alles, was neu und originell war, fand Eingang in diesen Zirkus: Wasserspiele, Eiskunstlauf, Ballett, Sängerinnen und sogar Siamesische Zwillinge. An erster Stelle standen weiterhin die Pferde.
In dieser Zeit, Anfang des 20. Jahrhunderts, erhielt die Artistik einen höheren Stellenwert in den Programmen. Ausschlaggebend dafür war unter anderem die rasche Verbreitung des Varietés in enger Verbindung mit dem englisch-französischen Music Hall und dem amerikanischen Vaudeville, in deren Rahmen eine Ausdifferenzierung der artistischen Genres erfolgte: in der Jonglage unterschied man zum Beispiel zwischen Kraft- und Salonjonglage. Die Clownerie erhielt bei Renz besondere Bedeutung: an einem Abend konnten bis zu 14 Clowns auftreten. Die große Nachfrage an artistisch hochwertigen und neuen Nummern für Varieté und Zirkus hatte zur Folge, dass vermehrt sportliche Disziplinen wie Rollschuhlauf, Eislaufen und Kunstschwimmen in die Programme Aufnahme fanden. Gerade die Akrobatik wurde zu einem Hauptbestandteil der Vorführungen.
In großen Ausstattungspantomimen arbeiteten Renz und Busch mit viel Technik: Wasserfälle, Fontänen, Segelboote und Aufzüge wurden eingesetzt. Die Handlungen der Pantomimen umfassten alles nur Denkbare: von Heldensagen über Märchen und Historien, über Opern und Tragödien bis zu aktuellen Ereignissen. Bei Busch wurden später eigens Schriftsteller zum Schreiben der Stücke engagiert.

#### Der deutsche Zirkus bis zum Ende der 1920er Jahre

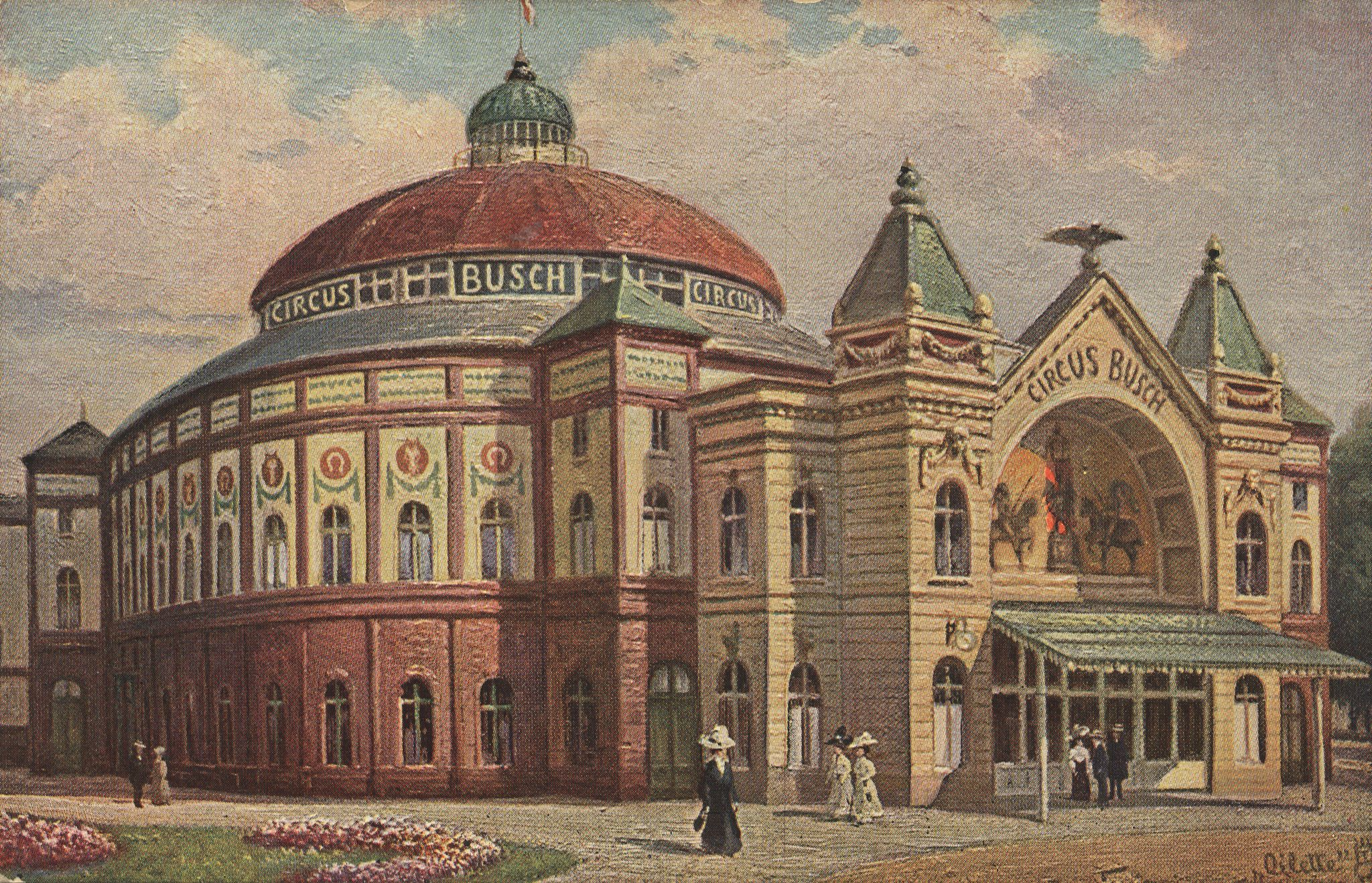
Gebäude des Circus Busch in Berlin um 1900

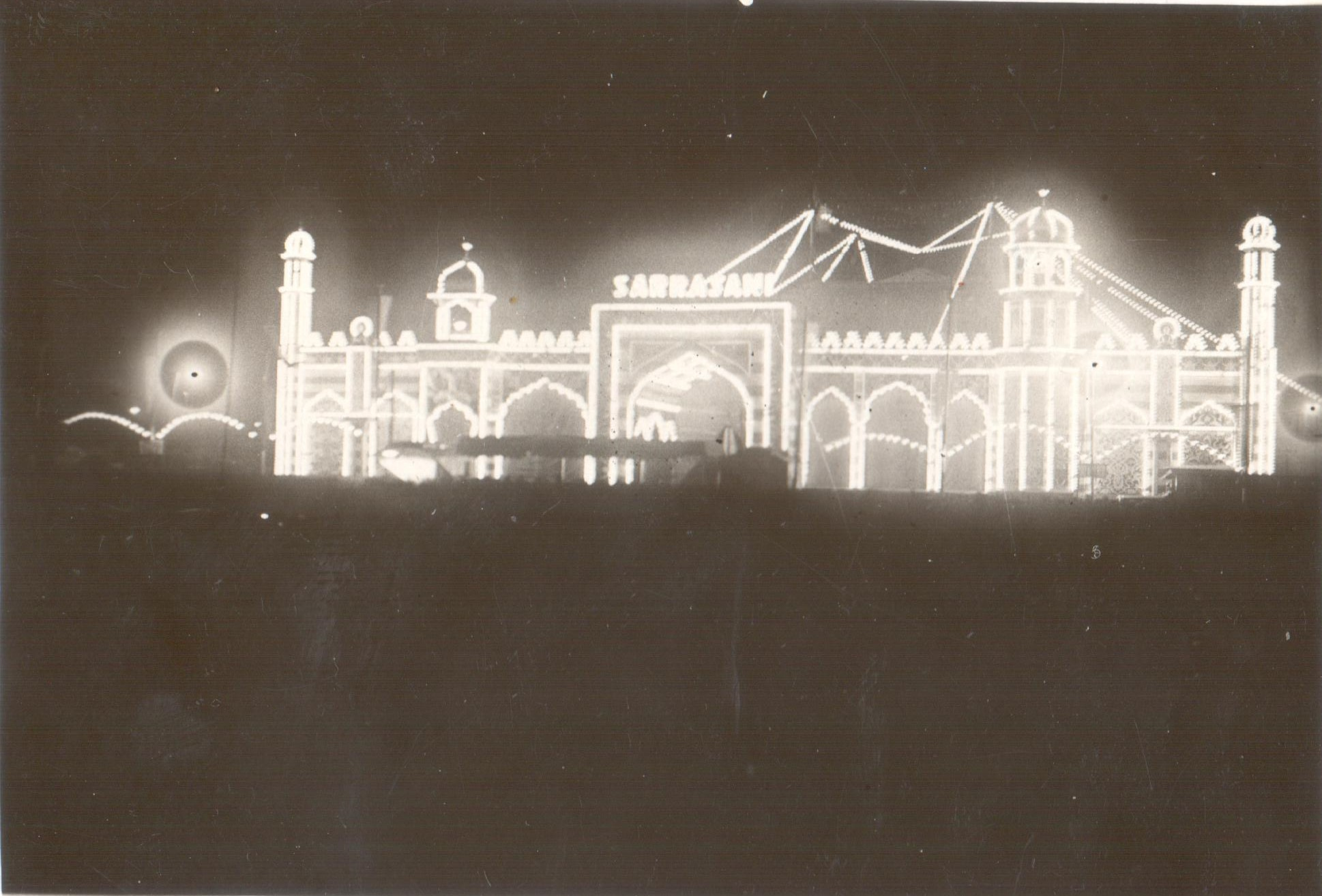
Zelt des Circus Sarrasani bei Nacht in Nürnberg (Juni 1929)

Während für viele Zirkusdirektoren der Beginn des 20. Jahrhunderts eine Blütezeit darstellte, verdienten die Artisten, Dresseure und Clowns – von einigen ungewöhnlichen Darbietungen abgesehen – wenig. Besonders schlecht bezahlt wurden Musiker und Tänzerinnen. Erst 1920 kam es zur Bildung des Allgemeinen Circus-Direktoren-Verbandes (ACDV), zu dessen Vorsitzendem Paul Busch gewählt wurde. Noch im gleichen Jahr konnte mit der von Max Buldermann geführten Internationalen Artisten-Loge (IAL) ein einheitlicher Tarifvertrag für alle Zirkuskünstler verabschiedet werden. Zu berücksichtigen bleibt, dass die Artisten zahlenmäßig den kleinsten Teil der Zirkusmitarbeiter ausmachten. Alle anderen Arbeiter und Angestellten blieben weiterhin ohne Rechte.
Erhebliche Schwierigkeiten entstanden für die Zirkusse durch den Ersten Weltkrieg und später die Weltwirtschaftskrise. Viele Unternehmen mussten geschlossen werden, andere umgingen die Probleme durch lange Reisen in weniger betroffene Länder. Oft mussten die Zirkusse verkleinert werden, um die Kosten zu senken, oder sie teilten sich, um in verschiedenen Ländern Einnahmequellen zu finden. In dieser Zeit entstanden neue Genres wie die Trampolinakrobatik und die Zirkusmagie.

#### Deutschland im Zweiten Weltkrieg und in der Nachkriegszeit

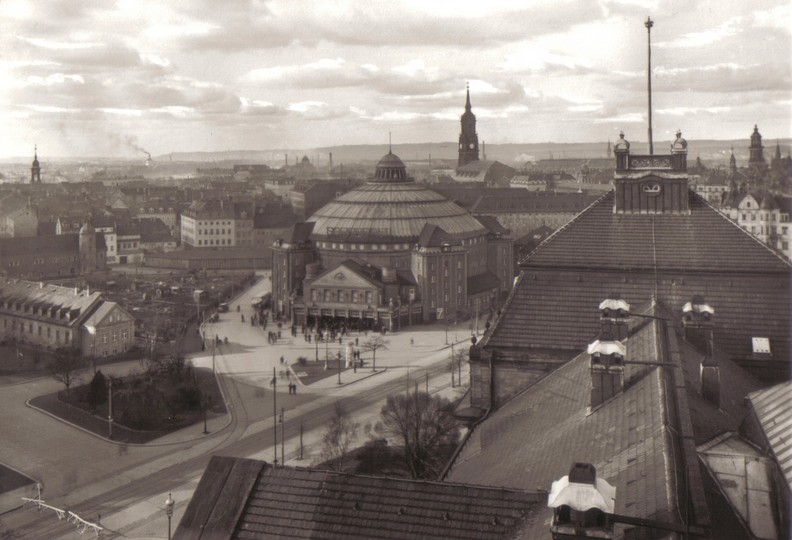
Bau des Circus Sarrasani in Dresden; das Gebäude wurde im Zweiten Weltkrieg zerstört

Durch die Judenverfolgungen und die Verfolgung von Reisenden verloren viele Zirkusse ihre Mitarbeiter im KZ. Während des Zweiten Weltkrieges litten die Unternehmen unter Beschlagnahmungen von Material und später unter Kriegsverlusten durch Bombardierungen. So wurden etwa während der Luftangriffe auf Dresden das Gebäude des Circus Sarrasani und nahezu alle Materialien zerstört und die Tiere getötet.
In der Nachkriegszeit gab es sowohl in der Bevölkerung als auch bei den Besatzern einen großen Bedarf nach Zerstreuung. Das hatte die Gründung einer Vielzahl von Zirkusunternehmen zur Folge, die sich in den nachkommenden Jahren auch nicht alle halten konnten und deren künstlerisches Niveau zum Teil sehr gering war. Auch alle namhaften Zirkusse der Vorkriegszeit spielten wieder.
Der durch die Kriegsauswirkung entstandene Mangel an Männern führte zu einem Überangebot an künstlerisch tätigen Frauen, die sich in erster Linie den Varieté-Genres Tanz und Musik zuwendeten. So standen diese Künste in den Programmen im Vordergrund. Allerdings blieb das eine vorübergehende Erscheinung, die mit der Normalisierung des Lebens wieder zurückging.
Typisch für den Zirkus der Nachkriegsjahre war auch, dass man zu Beginn eines Gastspiels mit den Artisten, Clowns und einem Teil der Tiere als Parade durch die jeweilige Stadt zog. Dies war eine Werbemaßnahme, um die Bevölkerung einer Stadt auf das Gastspiel aufmerksam zu machen und Neugier auf die gebotenen Darbietungen zu wecken. Da zu jener Zeit Großzirkusse oft mit der Eisenbahn von Stadt zu Stadt reisten, wurde dies häufig mit der Ankunft an einem Verladebahnhof kombiniert, so dass die Artisten und Tiere von dort durch die Stadt zum Spielort zogen.

#### Der Zirkus in den beiden deutschen Staaten
Die Zahl der Zirkusunternehmen ging in beiden deutschen Staaten zurück, allerdings aus unterschiedlichen Gründen:
In Westdeutschland erreichte das Zirkussterben Mitte der 1950er Jahre seinen Höhepunkt. Gründe dafür waren unter anderem die Konkurrenz, die das Fernsehen darstellte, und steigende Reisekosten. Die Organisation der Zirkusse als Familienunternehmen blieb erhalten. Neue Einflüsse auf den Zirkus gab es Ende der 1970er Jahre mit Roncalli. Nach einer Zeit der Erstarrung und immer gleichen klassischen Nummernprogrammen entwickelte Bernhard Paul die Idee des Zirkus als eines Gesamtkunstwerkes: Der Zirkus beginne nicht erst mit dem Programm, sondern bereits beim Eintritt in die Manege und ende mit dem Austritt aus derselben. Es entstanden Stücke mit durchgehender Handlung, in die die artistischen Nummern eingebettet wurden.
Da in der DDR gerade in den 1950er Jahren das Kulturangebot in vielen Orten nicht sehr umfangreich war, hatten die Zirkusvorstellungen eine herausgehobene Stellung im Veranstaltungskalender. So konnten in dieser Zeit die drei großen verstaatlichten Zirkusse (Barlay, Busch und Aeros) mehr Besucher verzeichnen als alle Theater der DDR.
Zum 1. Januar 1960 wurde der VEB Zentralzirkus gegründet. Im Jahr 1980 erfolgte die Umbenennung des VEB Zentralzirkus in „Staatszirkus der DDR“. Die Artisten hatten einen Rentenanspruch, wurden auch in den Wintermonaten bezahlt, und es wurde eine Regelung zur Berufsunfähigkeit eingeführt. Damit verbesserten sich die Lebensumstände, was allerdings die Betriebe unrentabel machte. Privatzirkusse verschwanden bis auf wenige, wie z. B. den Zirkus Hein und den Zirkus Probst. Mit den ersten Absolventen der 1956 in Berlin gegründeten und noch heute vom Berliner Senat unterhaltenen Fachschule für Artistik kamen neue Nummern in den Zirkus, besonders Gruppennummern wurden ausgebildet. Das traditionelle Nummernprogramm herrschte in allen Zirkussen vor.

### Zirkus in Österreich
Zu Beginn des 20. Jahrhunderts gab es in Wien drei große Zirkusgebäude: Zirkus Renz, Zirkus Busch und Zirkus Schumann.
Das Wiener Renz-Gebäude war 1853 als ständige Spielstätte für Ernst Renz errichtet worden. Renz war der Sohn eines Seiltänzers und verhalf ab der Mitte des 19. Jahrhunderts dem Zirkus im deutschen Sprachraum zu künstlerischem und gesellschaftlichem Ansehen. Neben den Zirkusgebäuden in deutschen Großstädten wie Berlin und Hamburg entwickelte sich auch das Gebäude in der Wiener Zirkusgasse in der Nähe des Praters zu einer Manege für die Pferdedressuren und akrobatischen Reiterkunststücke, die in allen Zirkusgebäuden sowohl von Männern als auch von Frauen dargeboten wurden. Daneben wurden die berühmten Clown-Figuren und die Zirkuspantomime weiterentwickelt. Das Gebäude wurde im Jahr 1957 wegen Kriegsschäden abgetragen, nachdem es ab 1924 dem Zirkus Carl Hagenbeck als feste Spielstätte gedient hatte.
In den 1960er Jahren schloss der Cirkus Rebernigg, Mitte der 1990er der von Elfi Althoff-Jacobi.
In Österreich ist seit dem 1. Januar 2005 ein generelles „Wildtierverbot“ in Kraft, welches Zirkussen untersagt, Wildtiere zu halten oder in ihren Programmen auftreten zu lassen. Nach langen zähen Verhandlungen mit der EU-Kommission wurde am 12. Dezember 2006 das österreichische Verbot anerkannt. Immer wieder versuchen ausländische Zirkusse erfolglos das bestehende österreichische Gesetz zu umgehen.

### Zirkus in der Schweiz
Der größte und bekannteste Zirkus der Schweiz ist der Schweizer National-Circus Knie. Seine Wurzeln reichen bis in das Jahr 1806, als Friedrich Knie mit Artisten und eigenen Pferden unter dem Namen „Wiener Seiltänzertruppe“ ein eigenes Unternehmen gründete. Im Jahr 1919 wurde dann durch die vier Söhne Friedrich, Rudolf, Karl und Eugen Knie die Arena in einen Zeltzirkus umgewandelt, womit der „Schweizer National-Circus Gebrüder Knie“ geboren war.
Der zweitgrößte Schweizer Zirkus war der Circus Nock, der 1860 gegründet wurde und im Mai 2019 nach fast 160 Jahren seinen Betrieb einstellte.

### Der Zirkus als europäisches Kulturgut
Am 13. Oktober 2005 verabschiedete das Europäische Parlament in Brüssel eine Entschließung, die den Rang des Zirkus als europäisches Kulturgut bekräftigte. Den Entwurf hatte die Europa-Abgeordnete Doris Pack (CDU) ausgearbeitet und begründet. Mit der Entschließung wurden die Mitgliedstaaten aufgefordert, den Zirkus als Teil der Kultur Europas anzuerkennen, soweit sie dies nicht bereits getan haben. Die Europäische Kommission wurde aufgefordert, konkrete Schritte einzuleiten, um zu einer Anerkennung des Zirkus als Teil der Kultur Europas zu gelangen. In den einleitenden Bemerkungen wurde klargestellt, dass der klassische Zirkus „einschließlich der Tiervorführungen“ gemeint ist. Ansonsten behandelte die Entschließung die schulische und berufliche Bildung sowie Arbeitsbedingungen bei Zirkusmitarbeitern und Sicherheitsnormen für Zirkuszelte und andere mobile Zirkuseinrichtungen.

### Zirkus heute

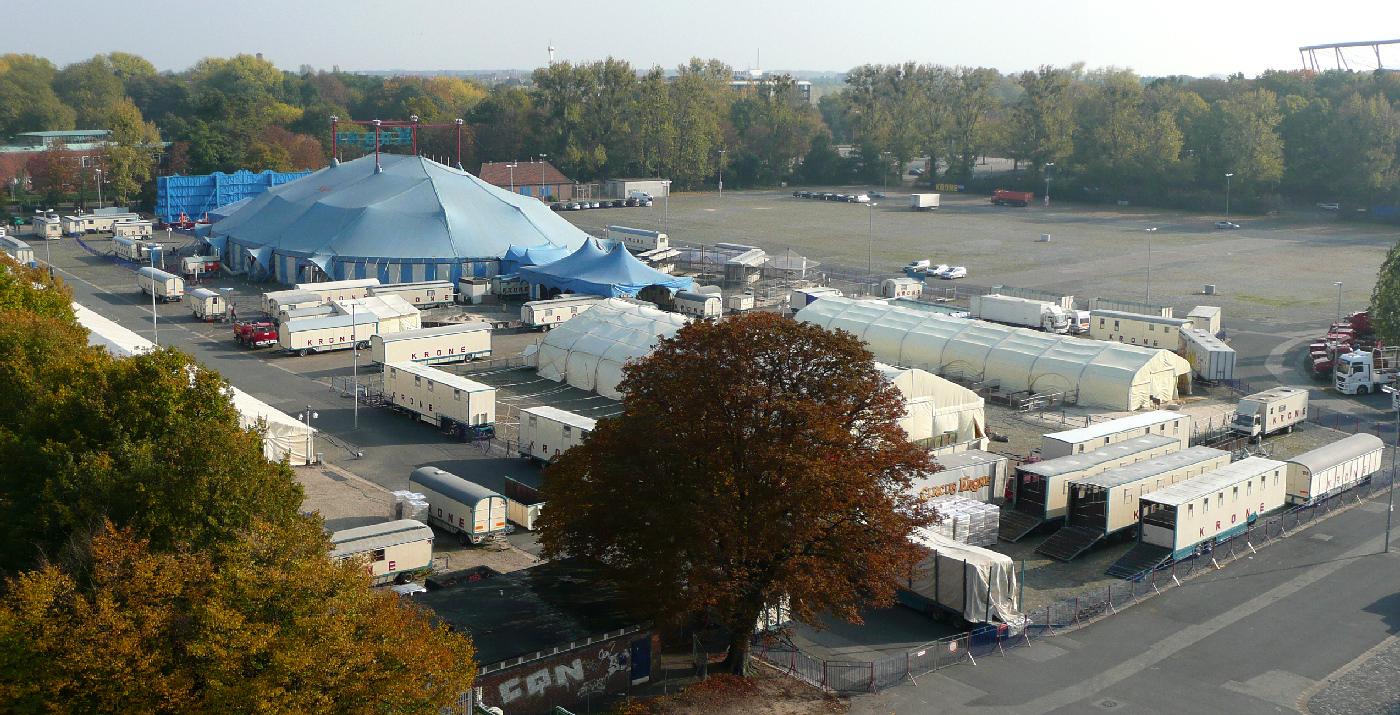
Moderner Großcircus (hier: Circus Krone mit Hauptzelt, Tierzelten, Technik- und Ausrüstungswagen, die Wohnwagen der Artisten sind rechts außerhalb des Bildes)

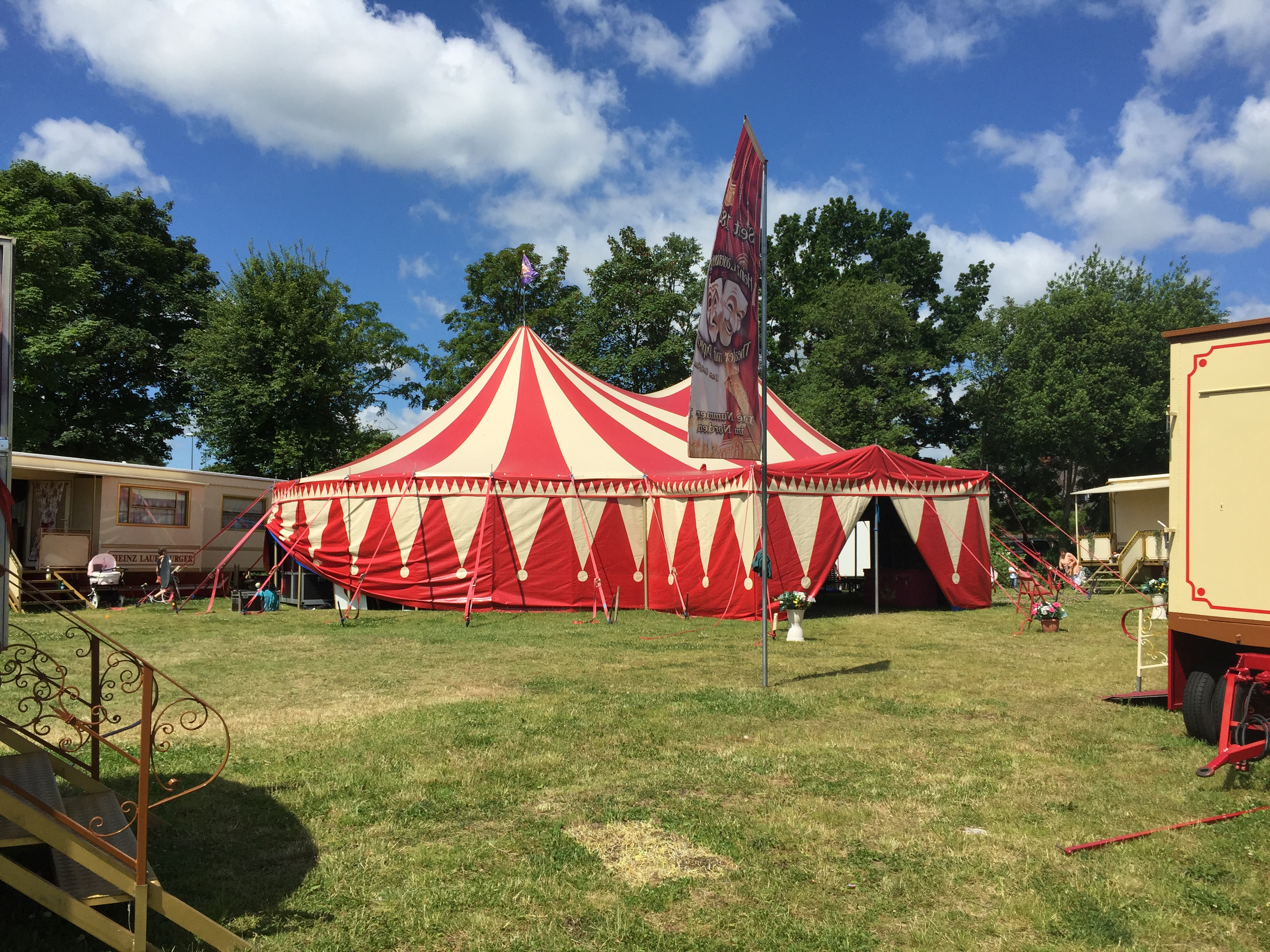
Familienzirkus

Derzeit reisen in Deutschland um die 300 Zirkusunternehmen unterschiedlicher Größe – angefangen bei kleinen Familienzirkussen bis hin zu mittelständisch geführten Zirkusunternehmen mit viel Personal, Material und Tieren. Das wachsende Kultur- und Freizeitangebot, steigende Kosten, diverse Auflagen, Werbeverbote in einigen Städten und die Bebauung beziehungsweise die Verlagerung der Spielorte an die Stadtränder sind Probleme, die die Unternehmen zu meistern haben.
Seit den 1970er Jahren gab es von Frankreich ausgehend neue Impulse für den Zirkus, die in die Entwicklung des sogenannten Cirque Nouveau mündeten. Das wohl größte und bekannteste Unternehmen dieses Genres ist der Cirque du Soleil aus Kanada. Daneben gibt es auf allen Kontinenten eigene Entwicklungen. Zu nennen sind hier zum Beispiel der Chinesische Staatszirkus oder Circus Baobab aus Afrika.
Pädagogische Formen des Zirkus entwickeln sich in der Bundesrepublik seit Beginn der 1970er Jahre und parallel dazu auch in anderen europäischen Ländern: der Kinderzirkus und die Zirkuspädagogik.
In Deutschland gibt es die Tendenz, Gastspiele als „Event“ zu inszenieren, z. B. als Weihnachtszirkus.

#### Auswirkungen Coronavirus-Pandemie auf Zirkusunternehmen
Die Zirkusunternehmen sind von den Auswirkungen der Coronavirus-Pandemie stark betroffen. Da Zirkus in Deutschland als Gewerbe gilt, gibt es keine Subventionen und Fördermittel wie für Theater oder Museen.

## Zirkusdarbietungen

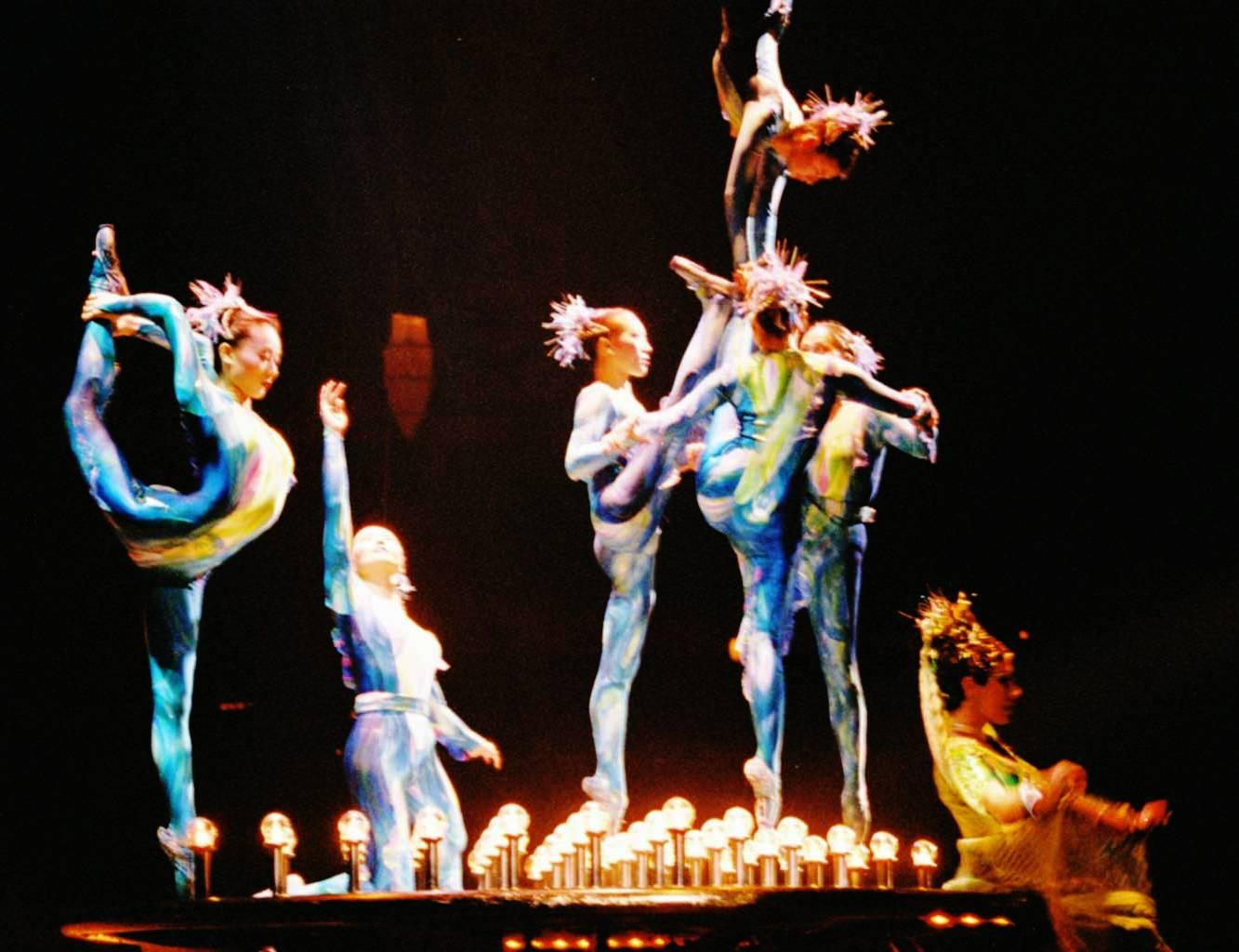
Akrobaten im Zirkus

Zu den traditionellen Darbietungen gehören Akrobaten, Artisten, Clowns, Jongleure, Zauberkünstler und Tierdressuren.
Früher gehörte zu manchen Zirkusdarbietungen auch das Zurschaustellen von „missgestalteten“ Menschen (Freak Show, oft als Sideshow), exotischen „Völkerschauen“ sowie die Inszenierung „patriotischer Schauspiele“. Diese Teile der Zirkustradition wurden im Laufe des 20. Jahrhunderts aufgrund ethischer Erwägungen oder wegen mangelnden Zuschauerinteresses aufgegeben.

### Akrobatik

#### Jonglage

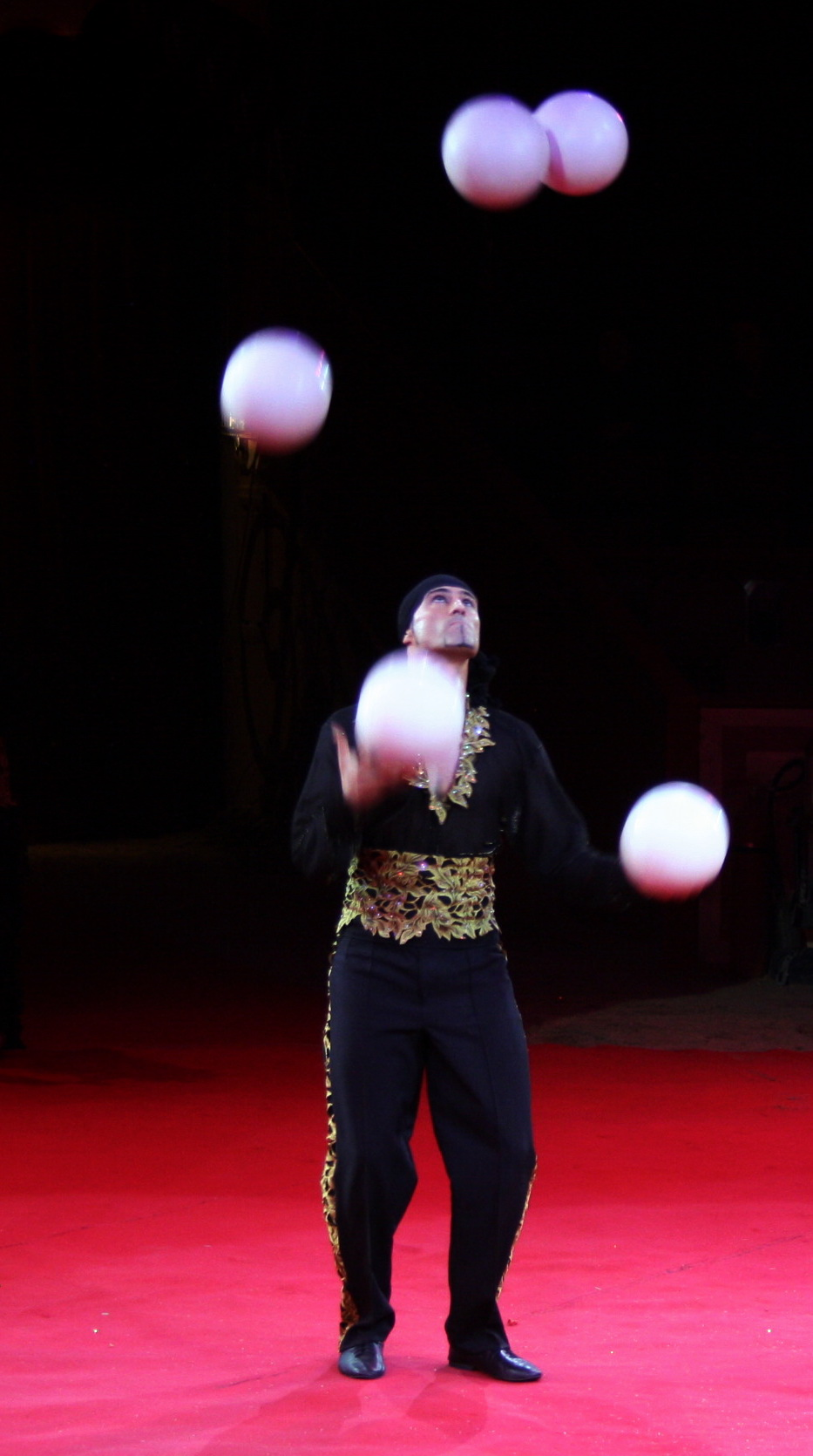
Jonglierender Zirkusartist

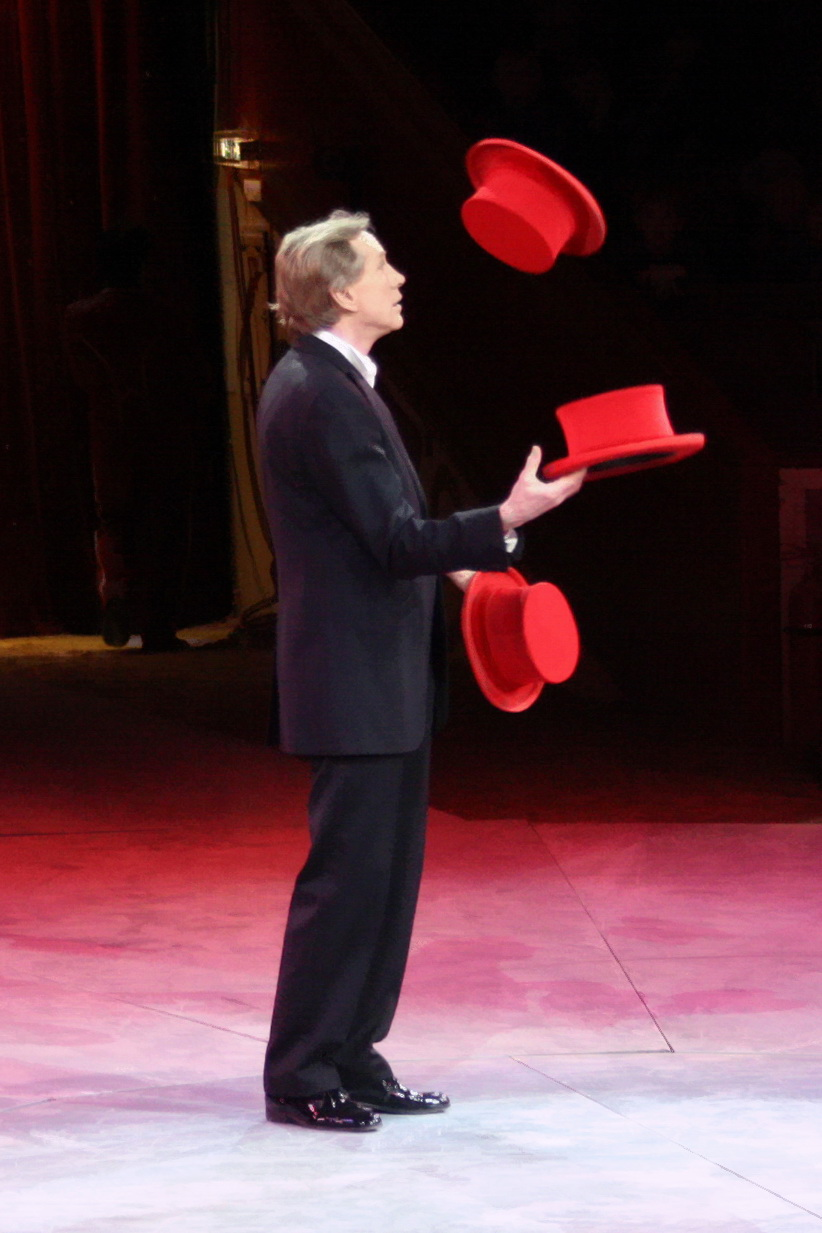
Kris Kremo jongliert 3 Zylinderhüte

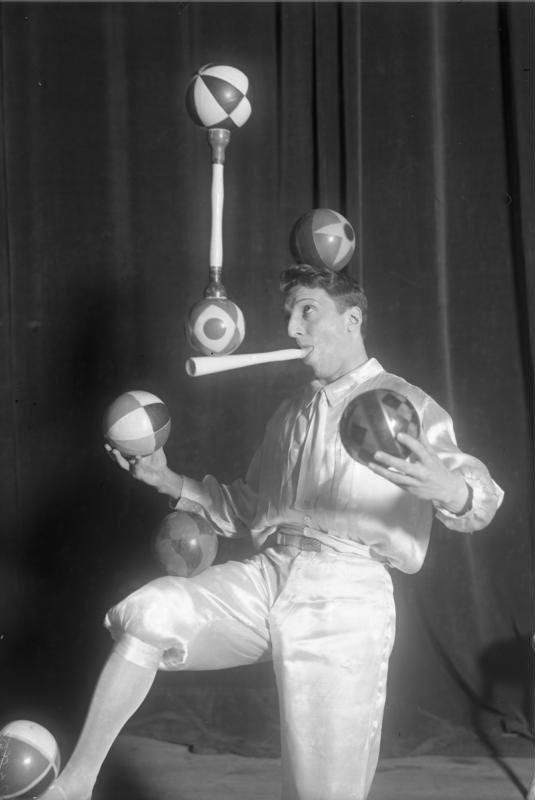
Der legendäre Jongleur Enrico Rastelli 1930 in Berlin

Unter Jonglage fallen alle Nummern, die auf dem geschickten Werfen oder Manipulieren (z. B. Drehen, Schlagen, Balancieren) von Gegenständen basieren. Solche Gegenstände sind zum Beispiel Bälle, Keulen, Ringe, Teller, Hüte, Zigarrenkisten u. ä. Als besondere Herausforderung gilt dabei die Jonglage mit unterschiedlichen Gegenständen, die sich in Größe, Gewicht und Form unterscheiden. In neuerer Zeit gibt es auch Gegenstände, die durch entsprechenden Anstrich im Schwarzlicht leuchten oder durch integrierte Akkus und Leuchtmittel selbstleuchtend sind, so dass sich ganz neue visuelle Möglichkeiten ergeben, wo im Dunkeln nur die jonglierten Gegenstände zu sehen sind. Dies wird häufig auch am Ende einer Darbietung als Höhepunkt gezeigt. Ähnliche Möglichkeiten ergeben sich durch den Einsatz brennender Fackeln. Auch Darbietungen, wo die Gegenstände nicht direkt mit den Händen gefangen und geworfen werden, sondern dazu Hilfsmittel genutzt werden, sind geläufig: dazu zählen Diabolos und Devilsticks. Neben Einzeljonglagen gibt es auch Partner- und Gruppenjonglagen, bei denen die Artisten nicht nur einzeln jonglieren, sondern sich auch in unterschiedlichen Konstellationen die jonglierten Gegenstände gegenseitig zuwerfen.
Je nach Art und Weise der Präsentation einer Jonglage werden verschiedene Arten von Jongleuren unterschieden, so zum Beispiel der besonders schnell jonglierende Tempojongleur, der in Kleidung und Auftreten besonders elegante Gentleman-Jongleur, der humorvoll arbeitende komische Jongleur etc. Außerdem gibt es Jongleure, die besonders viele Gegenstände gleichzeitig jonglieren und andere, die weniger Gegenstände jonglieren, mit diesen aber mehr verschiedene Figuren zeigen.
Eng mit der Jonglage verbunden ist das Balancieren von Gegenständen auf Körperteilen (Kontaktjonglage) und auf anderen Gegenständen. Dabei werden die Gegenstände nicht in die Luft geworfen und immer wieder neu gefangen und geworfen, sondern es geht um das geschickte Platzieren der Gegenstände, so dass diese sich in einem Gleichgewicht befinden. So ist zum Beispiel ein Effekt verbreitet, bei dem einer oder mehrere Bälle auf den Fingern des Artisten rotierend in Balance gehalten werden. Auch das Positionieren von Gegenständen aufeinander ist eine übliche Darbietung. Eine weitere weitverbreitete Form ist die sogenannte „Tellerrevue“: Dabei werden, in einer meist komödiantischen Form der Präsentation, zehn oder zwölf Teller rotierend auf den Spitzen flexibler Stäbe positioniert. Da die Stäbe immer wieder neu in Rotation versetzt werden müssen, damit die Teller sich auf ihren Spitzen weiter drehen, müssen vor dem Platzieren der nächsten Teller auch immer wieder einige der vorherigen Teller neu in Rotation versetzt werden, damit diese nicht runterfallen. Zwischendurch werden häufig noch kleinere andere Kunststücke, wie z. B. das Schleudern von Löffeln in Gläser auf einem Tablett, präsentiert, die scheinbar immer wieder schiefgehen und erst am Ende, wenn alle Teller auf den Spitzen der Stäbe rotieren, gelingen. Dies wird aufgrund der Quirligkeit der Darbietung auf komödiantische Art und Weise präsentiert, so dass das Publikum immer wieder neu bangt, ob keiner der Teller runterfällt.
Eine selten gezeigte Sonderform ist die Kraftjonglage. Dabei werden besonders schwere Gegenstände wie Stahlkugeln o. ä. jongliert.

#### Handstandakrobatik, Hand-auf-Hand

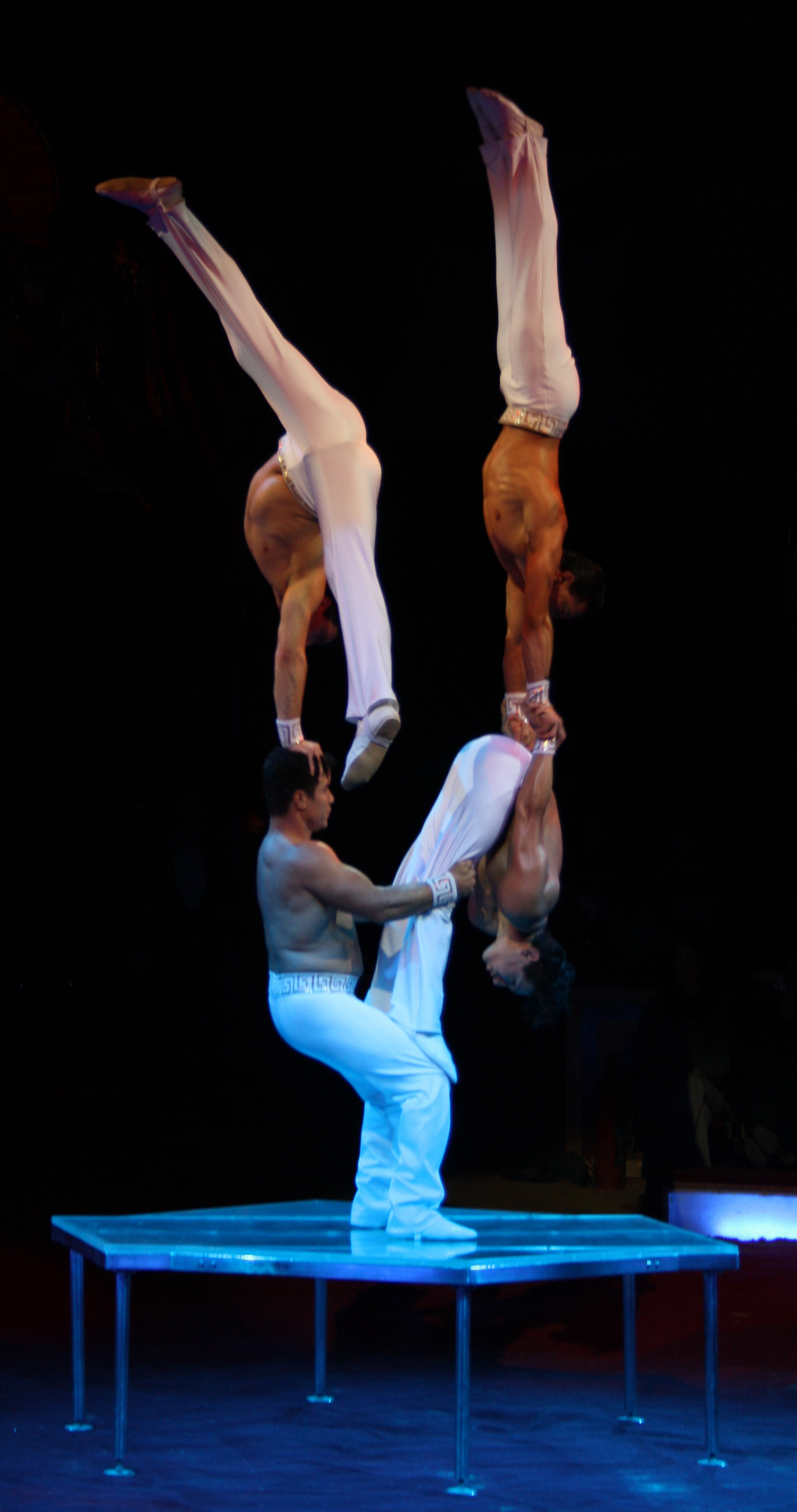
Handstandakrobatik

Bei der Handstand-Akrobatik werden verschiedene Kunststücke im Handstand – auch einarmigem – gezeigt, beispielsweise das Besteigen einer Treppe im Handstand oder das Balancieren mit den Händen auf Blöcken auf den Spitzen vertikaler Stangen.
Eng verwandt ist Partner-Akrobatik, bei der ein Partner mit den Händen auf den Händen des anderen Partners, seinem Kopf oder anderen Körperteilen balanciert, während besondere Figuren und Bewegungsabläufe gezeigt werden.

#### Menschliche Pyramiden und Kaskadeure
Eine der ältesten akrobatischen Disziplinen ist das Bilden menschlicher Pyramiden, bei denen mehrere Obermänner auf den Schultern mehrerer Untermänner balanciert werden und dabei mehrere Figuren zeigen. Damit verwandt sind Kaskadeure, die auf den Schultern des Untermannes stehen und dann verschiedene Fallfiguren zeigen oder auch über Tische springen etc. Diese Artisten zeigen häufig auch aus dem Bodenturnen stammende Figuren wie Radschlag, Flic-Flac und andere Bodensprünge, meist in raschen Folgen mehrerer Sprünge.

#### Kontorsion
Kontorsion wird auch Kautschuk genannt. Hier wird der Körper (meist die Wirbelsäule) extrem gebogen oder extrem gedehnt, zum Beispiel im Spagat oder in Verbiegungen, wie eine weit überdehnte Brücke. Kontorsionisten werden auch Schlangenmenschen genannt.

#### Trapez und Luftring

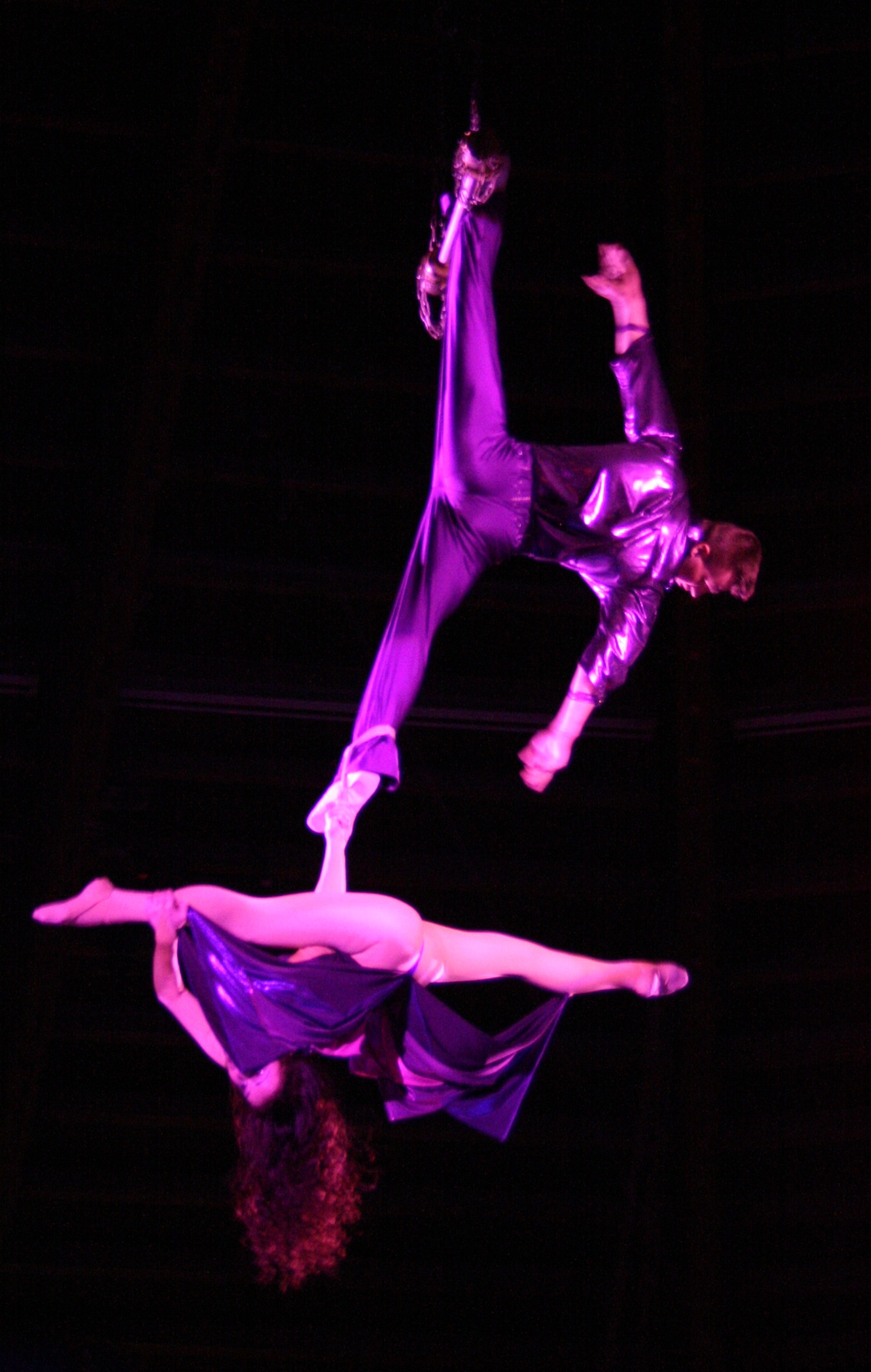
Duo Pisaevi aus Russland am Schwungtrapez

Beim Trapez werden an einer Stange, die an zwei oder mehr Seilen befestigt ist, verschiedene Hänge, Handstände, Kopfstände etc. ausgeführt. Neben dem statischen Trapez gibt es auch das Schwungtrapez. Meist werden Kunststücke am statischen Trapez und am Schwungtrapez kombiniert.
Eng mit dem Einzeltrapez verwandt sind Darbietungen an einem in der Luft hängenden Ring, Kugel, Vertikalnetz und ähnlichen Konstruktionen. Auch sie können statisch, schwingend oder kreisend vorgeführt werden. In der Regel werden die entsprechenden Darbietungen einzeln oder zu zweit (selten zu dritt) gezeigt.
Eine Besonderheit ist der sogenannte Fangstuhl, der nur für Partnerdarbietungen genutzt wird. Der Fangstuhl trägt einen Fänger, der einen Flieger schwingen, werfen und fangen kann.

#### Fliegendes Trapez

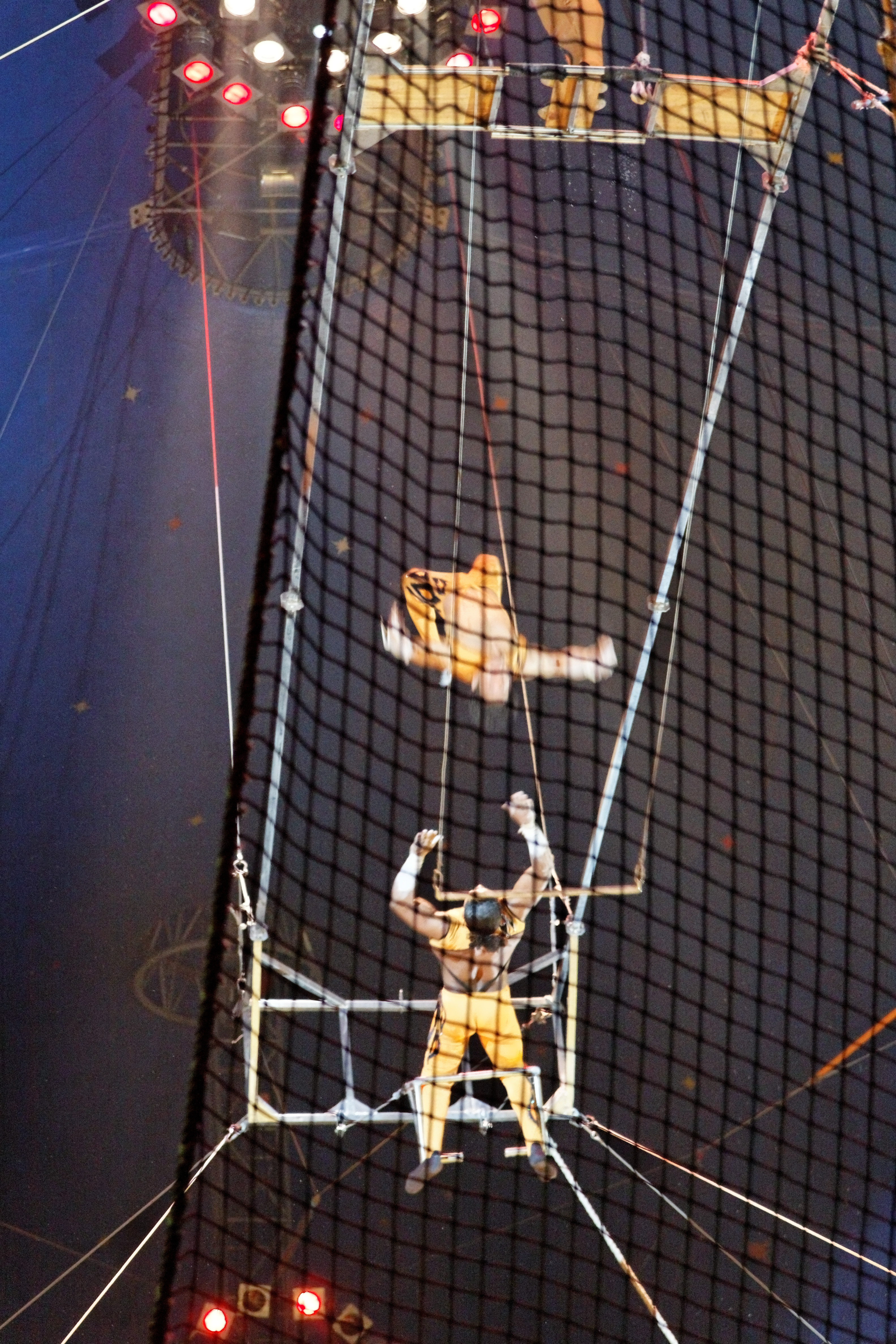
Darbietung am Fliegenden Trapez, durch das Sicherheitsnetz betrachtet

Einen gänzlich anderen Charakter als Darbietungen mit dem Einzeltrapez hat das Fliegende Trapez, bei dem die Artisten zwischen mehreren Trapezen fliegen und dabei Pirouetten, Salti und andere Figuren zeigen. Damit verwandt sind auch Darbietungen, bei denen auf Trapeze verzichtet wird und die Artisten für ihre Sprünge von den Händen ihrer Kollegen geworfen werden. Ebenfalls verwandt ist das Luftreck.
Während bei statischem Trapez, Schwungtrapez, Luftring, Luftkugel, Vertikalnetz etc. Einzel- und Doppeldarbietungen üblich sind, wird das Fliegende Trapez von größeren Gruppen mit mindestens einem Fänger und in der Regel mehreren Fliegern gezeigt.

#### Vertikalseil, Vertikaltuch, Strapaten

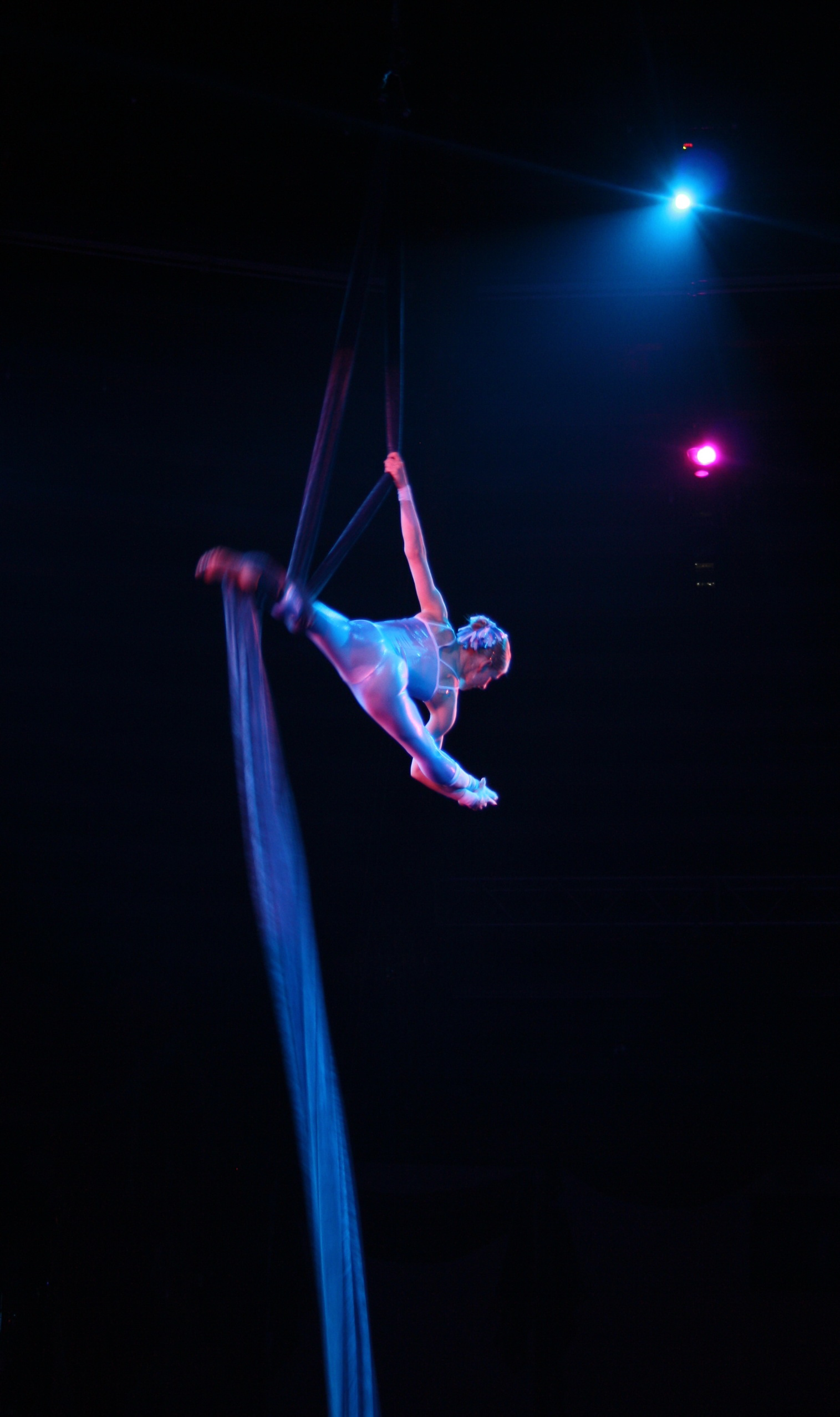
Artistin am Vertikaltuch

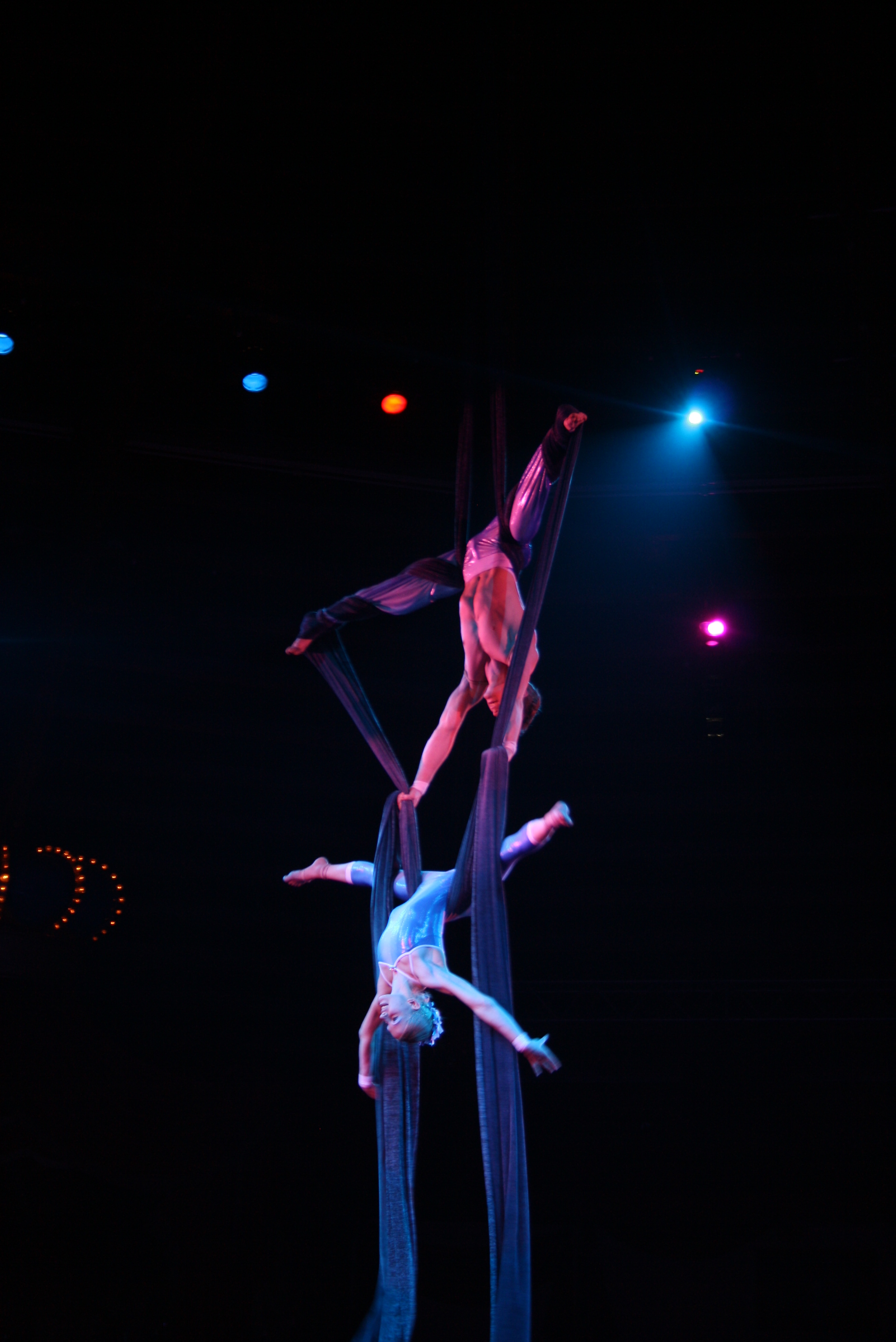
Partnerakrobatik an den Vertikaltüchern

Das Vertikalseil ist ein tauähnliches Seil, das von der Decke herabhängt. An ihm werden ebenfalls verschiedene Hänge und Figuren durchgeführt. Neben dem Vertikalseil gibt es noch das Vertikaltuch, das aus einem oder zwei (am selben Haken befestigten) Tüchern besteht. Durch geschicktes Umwickeln der Körperteile findet man Halt. Das Tuch ist länger als bodenlang, etwa zwei Meter, da es auch in aufgewickeltem Zustand auf dem Boden schleifen muss. Eng mit dem Vertikalseil und dem Vertikaltuch verwandt sind die Strapaten, lange Bänder, deren Ende um die Handgelenke gewickelt wird und an denen verschiedene Figuren gezeigt werden.
Ebenso wie bei anderen Geräten der Luftakrobatik können diese Geräte statisch, schwingend oder kreisend genutzt werden. Meist sind Einzeldarbietungen üblich, jedoch ist auch hier Partnerakrobatik möglich.

#### Schwungseil, Schwungtuch
Bei dem Schwungseil und Schwungtuch handelt es sich um ein Seil bzw. Tuch, das an beiden Seiten aufgehängt und ähnlich dem Schwungtrapez genutzt wird. Auch hier sind Einzel- und Partnerdarbietungen möglich.

#### Seiltanz: Drahtseil, Hochseil, Schlappseil
Der Seiltanz ist eine klassische Darbietung der Artistik, die bereits vor der Nutzung von Zirkuszelten von fahrenden Artisten auf Marktplätzen gezeigt wurde. Es wird auf einem gespannten Drahtseil balanciert, klassische Utensilien sind Fächer oder Schirm. Eine weitere Hilfe ist die Balancierstange, sie ist aber erst auf dem Hochseil wirklich von Nutzen, besonders wenn im Freien oder mit einem Zweiten auf den Schultern gearbeitet wird. In Amateurzirkussen werden dazu oft Hochsprungstangen benutzt.
Auf dem gespannten Drahtseil können auch Radschläge, Bögen, Spagat oder Sprünge gemacht werden, man kann mit einem speziell präparierten Einrad darauf fahren oder mit einem Stuhl darauf sitzen. Teilweise werden auch Pyramiden gezeigt, wo mehrere Seilläufer hintereinander über das Seil laufen und dabei zwischen ihren Körpern Stangen tragen, auf denen wiederum andere Seilläufer stehen. Als legendär gilt die Siebener-Pyramide. Dies gilt als eine der gefährlichsten Darbietungen auf dem Hochseil, da sich die Artisten sehr genau abstimmen und aufeinander eingehen müssen. Geringste Abweichungen eines einzelnen Artisten können zum Zusammenbruch der Pyramide führen und in dem Fall kann durch die Menge an Artisten und Gerät bzw. auch die Abstände der oberen Artisten vom Seil der rettende Griff zum Seil zusätzlich erschwert werden.

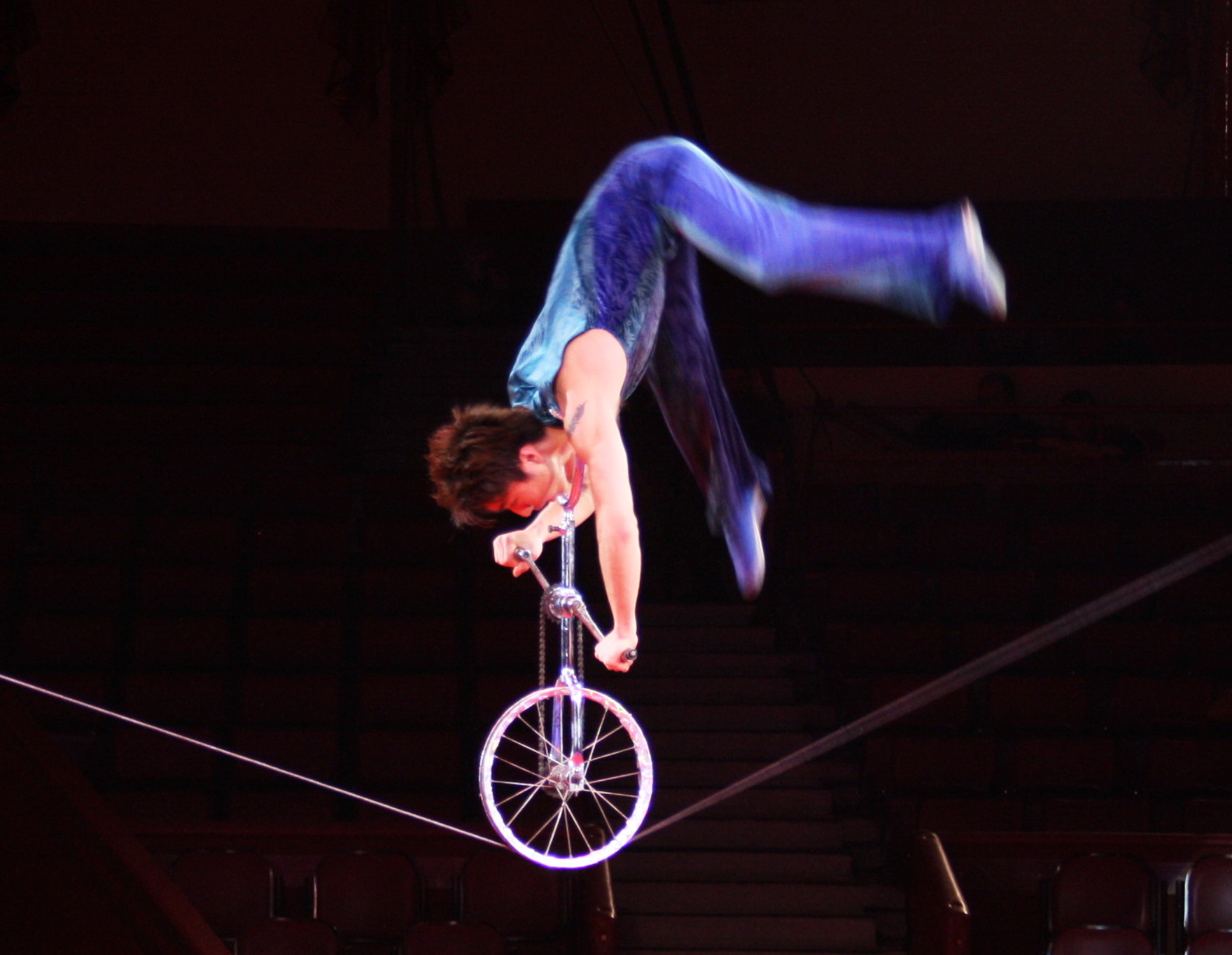
Artist, der im Kopfstand auf einem Einrad über ein Schlappseil fährt

Das Schlappseil ist ein zwischen zwei festen Punkten lose hängendes Seil. Auf diesem werden im Balancieren verschiedene Kunststücke vorgeführt. Leichte seitliche Schwingbewegungen halten den Artisten im Gleichgewicht. Neben dem Laufen und Drehen auf dem Schlappseil gibt es viele verschiedene Tricks wie Einradfahren, Jonglieren, Hand- und Kopfstand, Schwingen und Rola-Rola.
Während Darbietungen auf dem gespannten Drahtseil sowohl in niedriger Höhe über der Manege als auch in hoher Höhe auf dem Hochseil dargeboten werden, werden Darbietungen auf dem Schlappseil ausschließlich in geringer Höhe über der Manege präsentiert.

#### Todesrad

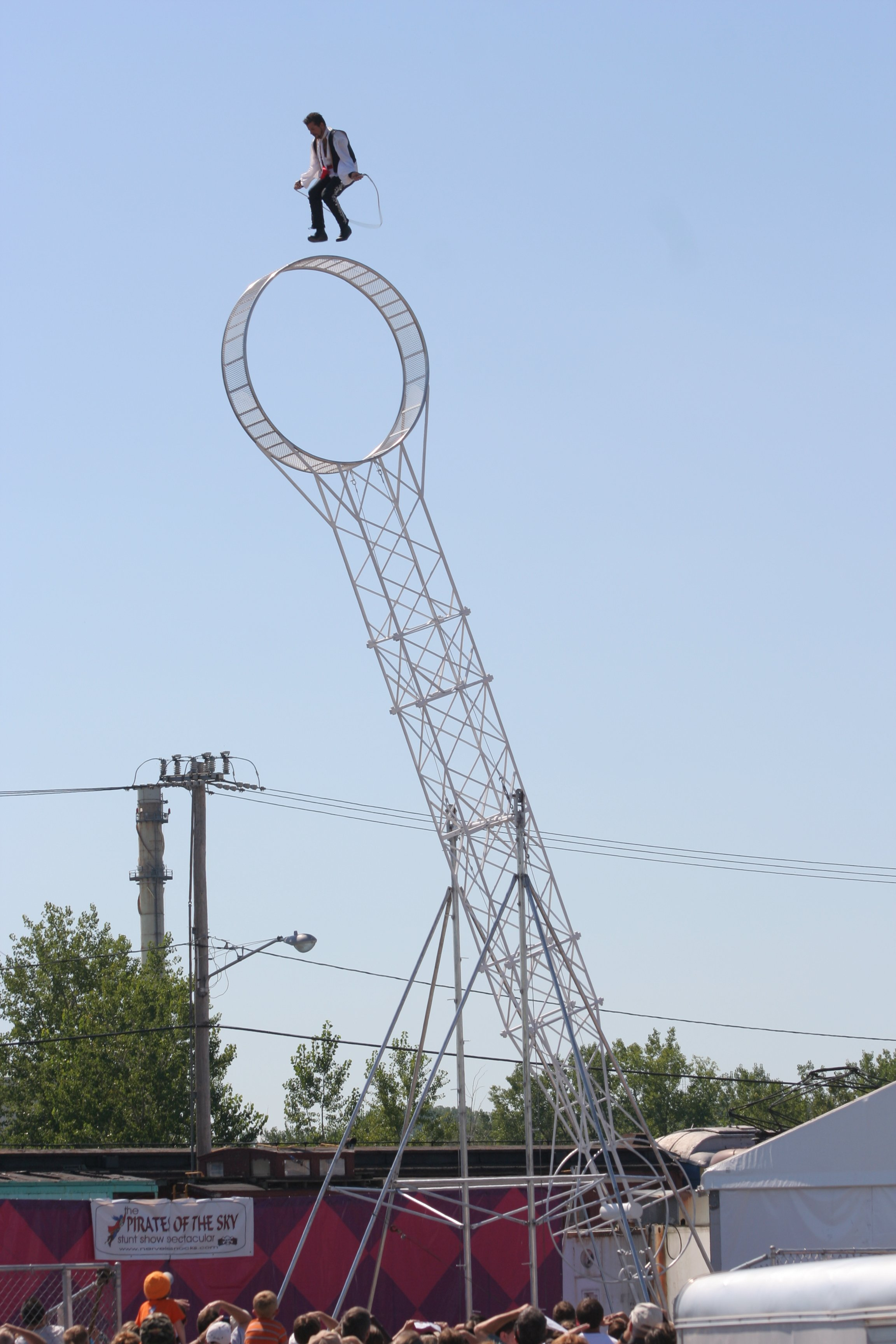
Todesrad mit Seilspringer
(New York 2008)

Das Todesrad besteht aus einer länglichen Stahlkonstruktion, die um ihre Mitte rotiert und an deren Enden rhönrad-große Tretmühlen befestigt sind. Die Artisten können sowohl in ihrem Inneren als auch außen auf diesen Konstruktionen laufen und dabei verschiedene Sprünge, Salti etc. zeigen. Wird diese Darbietung solo präsentiert, befindet sich nur an einem Ende die entsprechende Konstruktion, während am anderen Ende ein Gegengewicht befestigt ist, das die Konstruktion im Gleichgewicht hält.

#### Trampolin
Das Trampolin wurde aus dem Sport übernommen. Es wird teilweise mit anderen Geräten, Plattformen etc. kombiniert, die in die Darbietung eingebunden werden. Auch möglich ist die Kombination eines horizontalen Trampolins mit schräg aufgestellten Trampolinen, so dass Sprünge zwischen diesen Trampolinen gezeigt werden können. Gezeigt werden diverse Einzel- oder Partnersprünge, Salti, Pirouetten etc.

#### Schleuderbrett und Russische Schaukel
Das Schleuderbrett ist eine Wippen-ähnliche Konstruktion, die es erlaubt, darauf stehende Artisten durch Sprünge auf das andere Ende sehr hoch in die Luft zu schleudern, so dass sie während des Fluges verschiedene Figuren vorführen können und häufig auf Schultern anderer Artisten landen. Sehr ähnlich ist die Russische Schaukel, eine Schaukel-ähnliche Konstruktion, auf der die Artisten vor dem Absprung stehen.

#### Russischer Barren

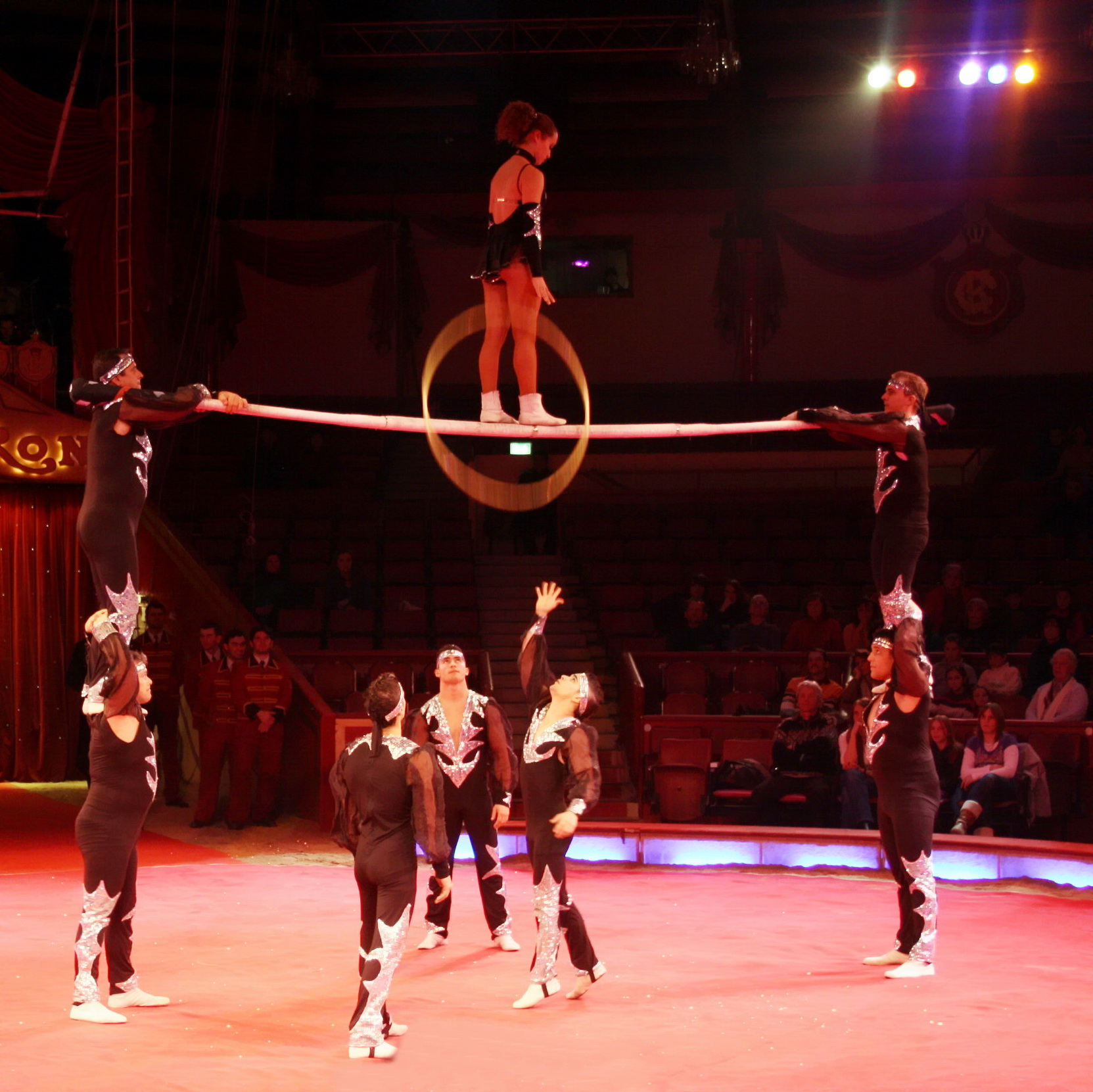
Artisten am russischen Barren

Beim Russischen Barren handelt es sich um eine elastische Stange, die von zwei Untermännern getragen wird und auf der Artisten stehend oder sitzend hochgeschleudert werden, um während der Flugphase verschiedene Figuren zu zeigen.
In manchen Darbietungen wird auf den Russischen Barren verzichtet und die springenden Artisten werden direkt von den verschränkten Armen der Untermänner hochgeschleudert und landen wieder auf diesen.

#### Antipoden und Ikarier
Bei Antipoden-Darbietungen liegt der Artist in einem speziellen Stuhl oder nur auf dem Boden und jongliert diverse Gegenstände mit seinen Füßen. Verwandt sind die Ikarier-Darbietungen, bei denen statt Gegenständen ein Partner auf den Füßen des Untermannes balanciert wird und verschiedene Sprünge und Salti zeigt, nach denen er immer wieder auf den Füßen des Untermannes landet.

#### Leiterakrobatik
Bei der Leiterakrobatik werden an ein oder zwei freistehenden Leitern Handstände, Kopfstände oder sogenannte Absteher vollführt. Aufgrund ihrer fehlenden Befestigung müssen die Leitern während dieser Kunststücke kontinuierlich in Balance gehalten werden.

#### Rola-Rola / Rola-Bola
Das Rola-Rola (oder auch: Rola-Bola) gehört zur Gruppe der Balancegeräte. Dabei balanciert der Artist auf einem Brett, das auf einer oder mehreren Rollen balanciert wird und auf dem er verschiedene Kunststücke, Jonglagen, oder ähnliches zeigt.

#### Reck & Barren
Das aus dem Sport stammende Reck hat auch im Zirkus Eingang gefunden. Dort werden häufig mehrere Reckstangen kombiniert, so dass mehrere Artisten gleichzeitig daran arbeiten können oder auch Sprünge zwischen den Reckstangen möglich sind.
Seltener werden auch Kunststücke an anderen Turngeräten wie beispielsweise Barren bzw. Stufenbarren, Pferd und Kasten gezeigt. Diese werden im Gegensatz zum Reck meist humoristisch präsentiert.

#### Vertikalstange, Schwankender Mast und Perche
Auch die Vertikalstange (manchmal auch „Chinesischer Mast“ genannt) wird häufig für artistische Darbietungen genutzt. Eng verwandt mit der Vertikalstange ist der „Schwankende Mast“, der sich aufgrund seiner Elastizität bis zu einem gewissen Winkel zur Seite neigen kann. Während bei der starren Vertikalstange die ganze Länge für Kunststücke genutzt wird, werden beim Schwankenden Mast die Kunststücke nur auf dessen Spitze gezeigt. Beim Perch trägt ein Untermann verschiedene Arten von Vertikalstangen, an denen eine Artistin verschiedene Kunststücke vorführt.

#### Kunstrad und Einrad

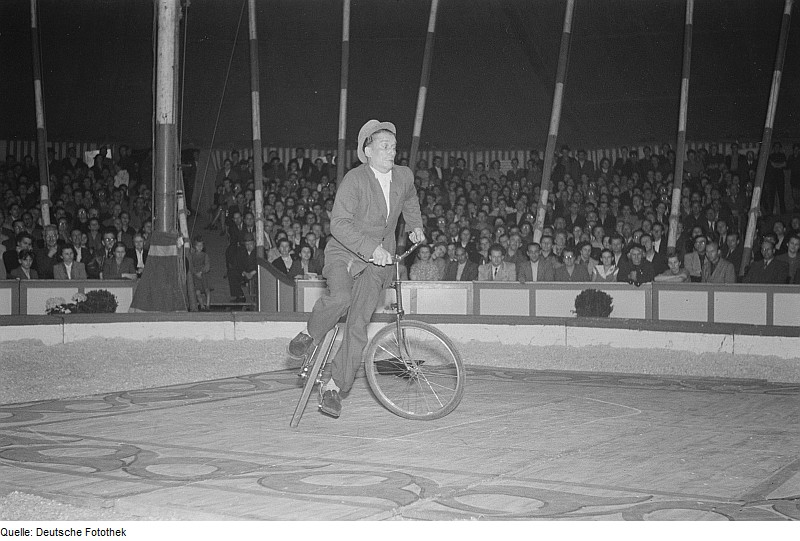
Zirkusdarbietung eines Artisten mit zwei Einrädern

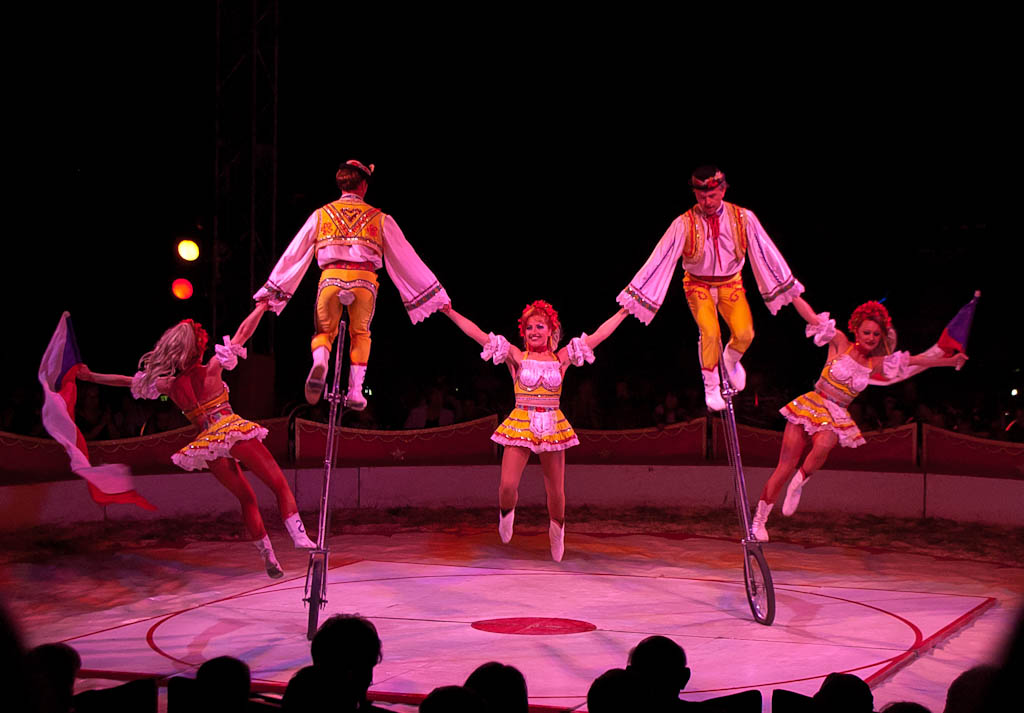
Einradartisten in folkloristischen Kostümen

Hier werden auf Fahrrädern und Einrädern (darunter auch Giraffen (hohe Einräder) und Hochrädern) verschiedene Kunststücke, Sprünge, Jonglagen etc. gezeigt. Auch das Fahren in ungewöhnlichen Positionen oder mit mehreren Personen auf einem Rad sind häufiger Bestandteil dieser Darbietungen.
Bei Einrad-Darbietungen findet sich gelegentlich auch das Element, mit dem Einrad Treppen zu befahren. Als besondere Form des Einrads finden sich gelegentlich Einräder ohne Gabel, Stange und Sitz, die nur aus einem Einrad-Reifen mit Pedalen bestehen (das sogenannte „Ultimate Wheel“). Teilweise kommen auch weitere Spezialkonstruktionen zum Einsatz.

#### Cyr-Rad und Rhönrad
Das aus der Sportgymnastik stammende Rhönrad hat auch Einzug in die Zirkusakrobatik gefunden. Eine Abwandlung ist das Cyr-Rad, bei dem nur in einem einzelnen Ring während dessen Rotieren und Rollen verschiedene Figuren gezeigt werden.

#### Hula Hoop

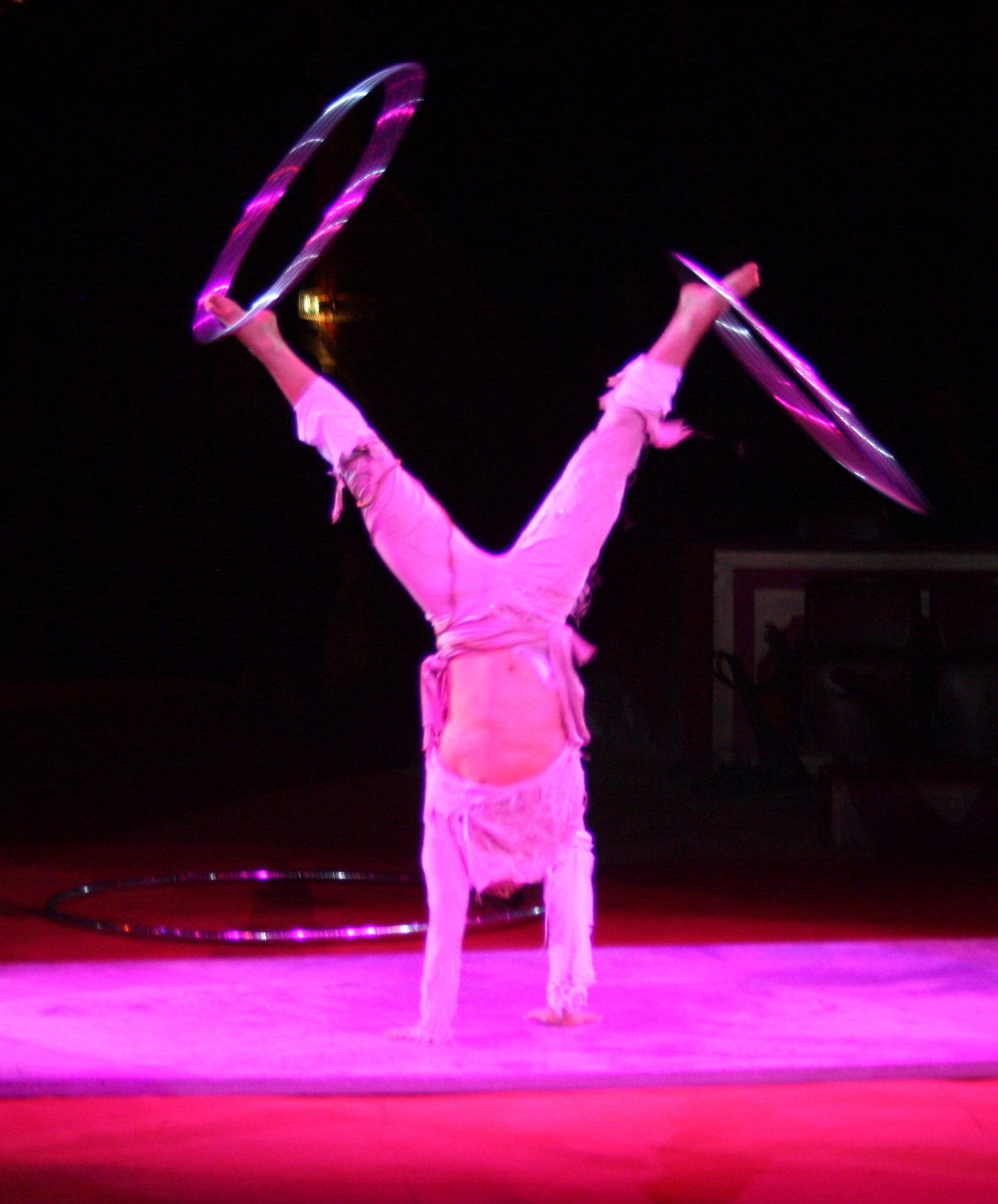
Hula-Hoop-Darbietung

Auch Hula Hoop-Reifen werden von Artisten genutzt. Dabei werden nicht nur Kunststücke mit einem einzelnen Reifen gezeigt, sondern insbesondere auch mit mehreren Reifen, die gleichzeitig um den Körper oder auch verschiedene Körperteile rotieren.

#### Rollschuhartistik

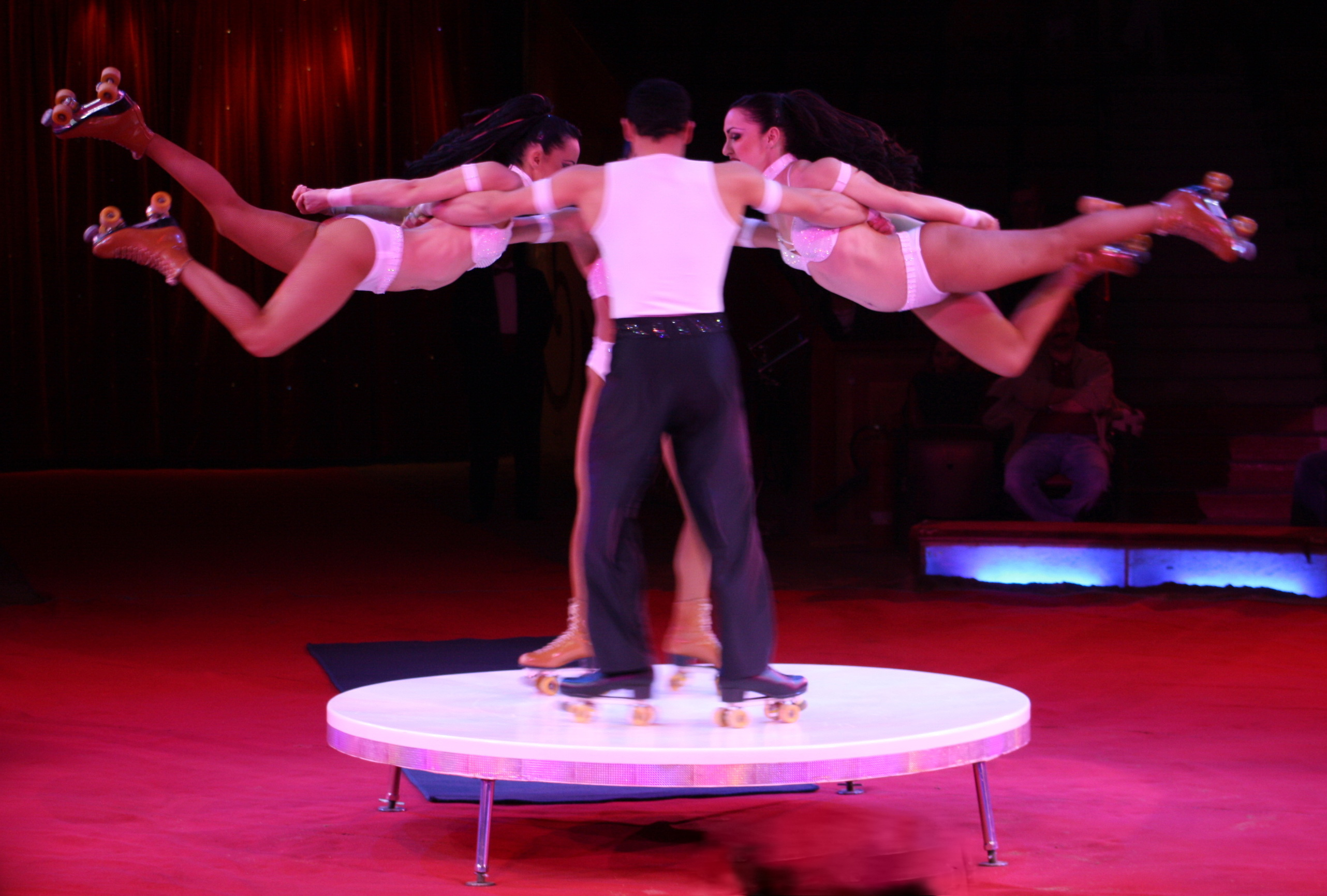
Vier Artisten zeigen ihr Können bei der Rollschuhartistik

Verschiedene Artisten haben sich auf Darbietungen mit Rollschuhen spezialisiert. In der Regel werden diese Darbietungen zu zweit, zu dritt oder zu viert gezeigt, wobei ein Partner sich auf Rollschuhen im Kreis dreht, während der andere von ihm durch die Luft gedreht wird und dabei Pirouetten und ähnliche Figuren zeigt.

#### Kugellaufen
Eine immer seltener zu sehende artistische Kunst ist das Balancieren und Laufen auf sehr großen Kugeln. Dabei werden häufig auch Jonglagen vorgeführt oder die Kugeln werden schräge Rampen hochgeführt.

#### Seilspringen
Gelegentlich finden sich auch Darbietungen, wo ganze Gruppen Seilspringen mit entsprechenden Kunststücken (z. B. Saltos während der Sprünge, Sprünge im Liegestütz, Sprünge über mehrere Sprungseile hinweg, Gruppensprünge etc.) zeigen.

#### Messerwerfen / Peitschen- und Lasso-Darbietungen
Diese Darbietungen werden zu zweit präsentiert. Während eine Person sich vor ein Brett stellt (das häufig als Höhepunkt noch mit der angeschnallten Person in Rotation versetzt wird), wirft der andere Artist mit Messern knapp neben die Person, so dass diese im Brett stecken bleiben. Häufig wird diese Darbietung noch mit Peitschen- und Lasso-Kunst verbunden, wobei eine Person Luftballons, Blumen, Zeitungen o. ä. hält, die dann mit der Peitsche getroffen und durchtrennt werden oder wo das Lasso kunstvoll um Personen geschwungen wird. Diese Darbietungen werden häufig im Wild-West-Stil mit entsprechenden Kostümen präsentiert, sind heutzutage jedoch nur noch selten zu sehen.

#### Bola-Darbietungen
Eine weitere selten gezeigte Darbietung sind Bola-Darbietungen, bei denen in der Regel mehrere Artisten mit Bolas (an Schnüren befindliche Kugeln) besondere Figuren zeigen oder durch Kontakt mit Bodenplatten Rhythmen erzeugen.

#### Weiteres
Daneben gibt es zahlreiche Mischformen aus den genannten Disziplinen und auch Darbietungen, die sich keiner klassischen Form eindeutig zuordnen lassen. Auch bei den verwendeten Gerätschaften gibt es häufig Abwandlungen.
Insbesondere auf anderen Kontinenten haben sich teilweise ganz andere Darbietungen herausgebildet. So sind im chinesischen Zirkus beispielsweise Reifenspringen und Stuhlpyramiden klassische Darbietungen.

### Tierdressur
Aufgrund der gestiegenen Sensibilität für die artgerechte Haltung und den Transport von Tieren sowie der Kritik an den Darbietungen verzichten viele Zirkus-Unternehmen heute gänzlich auf Tiere oder sie verzichten auf Wildtiere und zeigen nur Darbietungen mit Pferden, Ponys, Hunden und (seltener) Hauskatzen und ähnlichen Kleintierdressuren. In einigen Staaten ist die Haltung von Wildtieren in Zirkussen gesetzlich eingeschränkt oder vollständig verboten.

#### Kleintierdressur

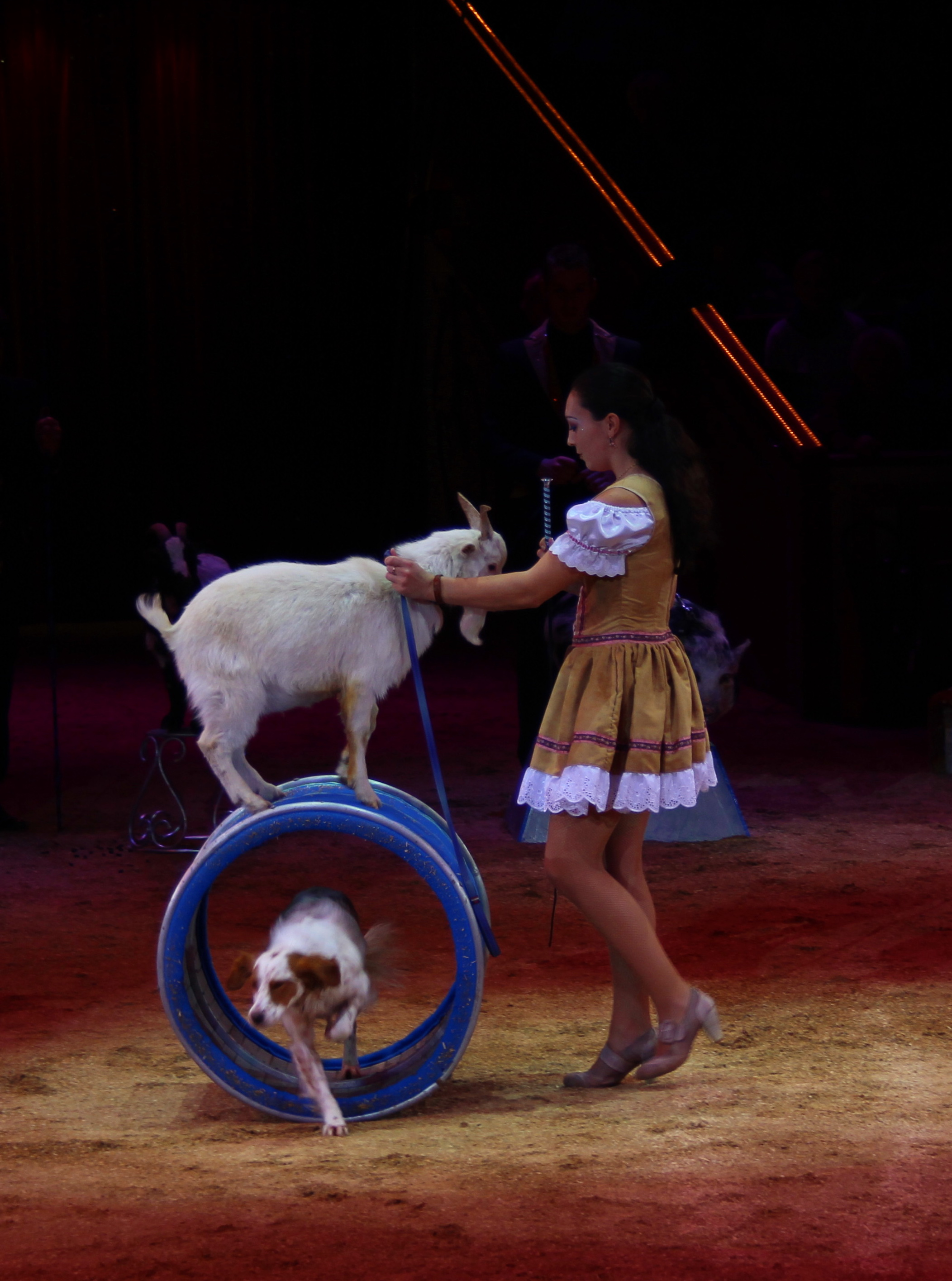
Kleintierdressur mit Hund und Ziege

In vielen Zirkussen werden Auftritte von Hunden, Ziegen, Schweinen, Katzen, Schafen, Tauben, Papageien und anderen kleineren dressierbaren Tierarten gezeigt. Oftmals werden die Tiere in eine komische Nummer (Clownerie oder Slapstick) integriert.
Insbesondere humorvoll präsentierte Darbietungen mit Hunden erfreuen sich nach wie vor großer Beliebtheit und sind häufig (gemeinsam mit Pferdedarbietungen) die letzten Tierdarbietungen, die noch in modernen Zirkussen gezeigt werden. Typische Kunststücke in Hundedarbietungen sind beispielsweise das „Männchenmachen“, das Drehen von Pirouetten, das Laufen über Stege, das Springen über Hindernisse, andere Hunde oder durch Reifen etc. Dabei werden meistens als humorvolles Element auch einzelne Hunde gezeigt, die zum Beispiel unter einem Hindernis laufen, statt darüber zu springen.

#### Pferdedressur

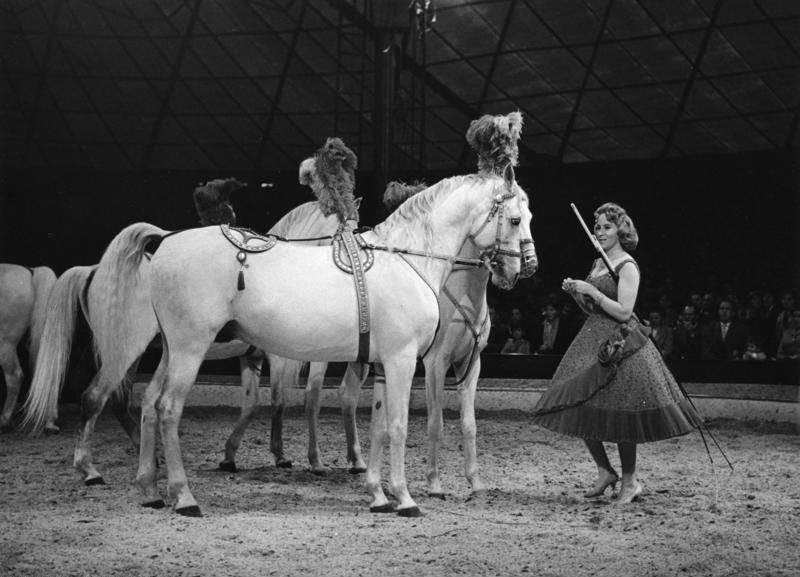
Klassische Präsentation der Pferdefreiheitsdressur mit Federschmuck beim Circus Krone

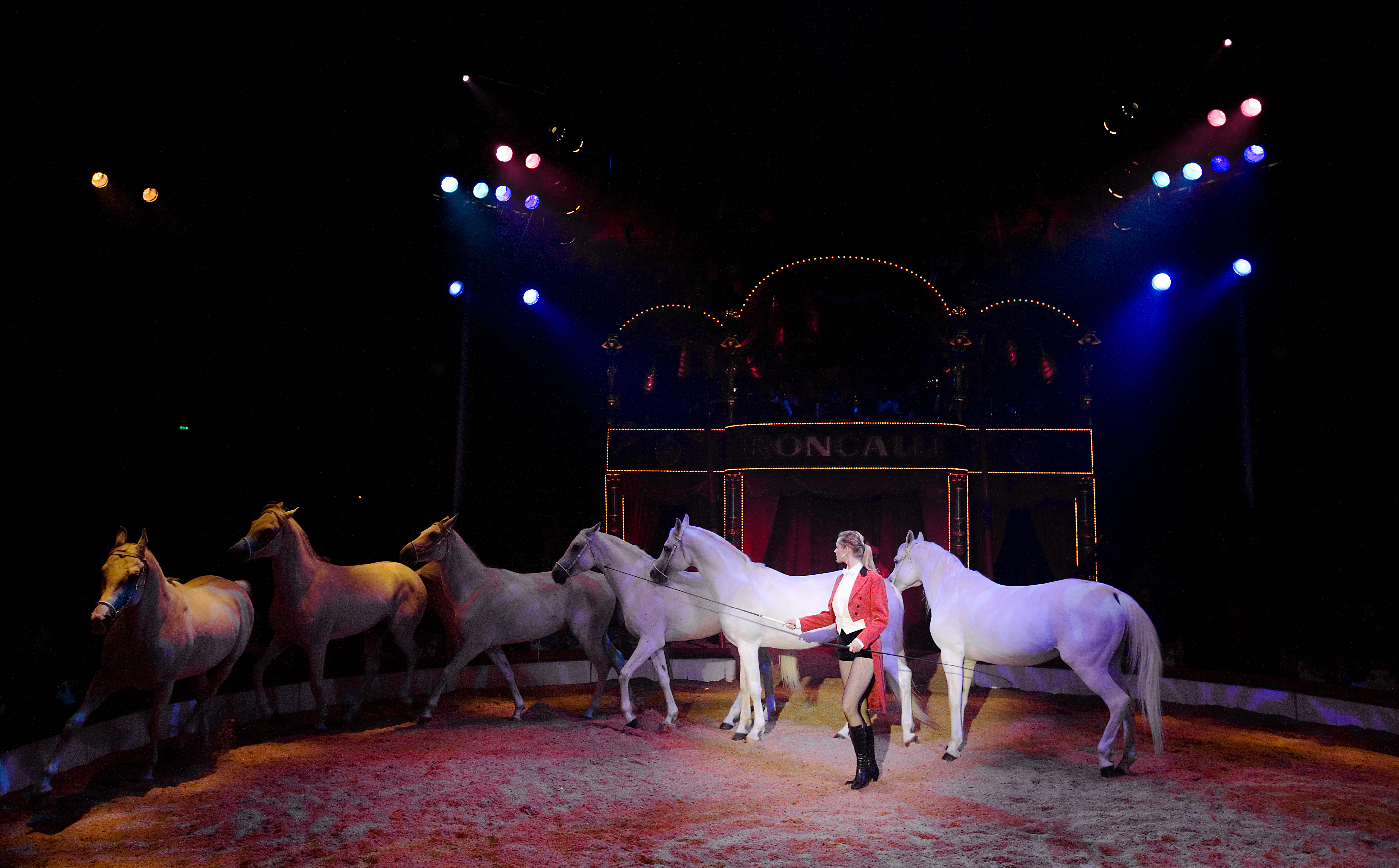
Pferdefreiheitsdressur mit sechs Pferden

Im Zirkus werden vor allem Freiheitsdressuren präsentiert, bei denen eine Gruppe von Pferden Walzerlaufen, Achterlaufen, Gegenlaufen, Steigen, Pirouette etc. zeigen. Daneben sind auch die Hohe Schule (Dressurreiten) sowie das Kunstreiten und Voltigieren, bei denen auf dem Rücken von einem oder zwei Pferden von einem oder mehreren Artisten verschiedene akrobatische Kunststücke gezeigt werden, häufige Bestandteile von Zirkusprogrammen. Beim Circus Knie wird auch klassische Reitkunst präsentiert.
Besondere Darbietungen sind die Ungarische Post (ein Reiter hält, auf einem oder zwei Pferden stehend, die Zügel von mehreren weiteren Pferden) und akrobatische Reitergruppen, deren Mitglieder auf die laufenden Pferde springen, dort verschiedene Sprünge oder auch Sprünge von Pferd zu Pferd präsentieren, im Galopp unter dem Bauch der Pferde hindurch auf die andere Seite klettern u. ä.
Neben Pferden werden für die Freiheitsdressur gelegentlich auch Ponys genutzt.
Bis in die 1980er-Jahre wurden Pferde bei Freiheitsdressuren häufig mit Federschmuck auf Rücken und Kopf präsentiert. In neuerer Zeit wird darauf meist verzichtet, aber auf vielen Gemälden mit Zirkus-Sujet ist dies noch zu erkennen.

#### Elefantendressur
Neben der Pferdedressur war früher auch die Elefantendressur fester Bestandteil vieler Zirkusprogramme und die Anzahl der Elefanten galt häufig als Prestigesymbol. So entbrannte im Nachkriegsdeutschland zwischen dem Circus Krone und dem Circus Sarrasani ein regelrechter Wettstreit, wer dem Publikum mehr Elefanten bot. Bei der Elefantendressur werden die Elefanten in der Regel in Dressurgruppen gezeigt und dabei teilweise auch beritten.

#### Exotendressur

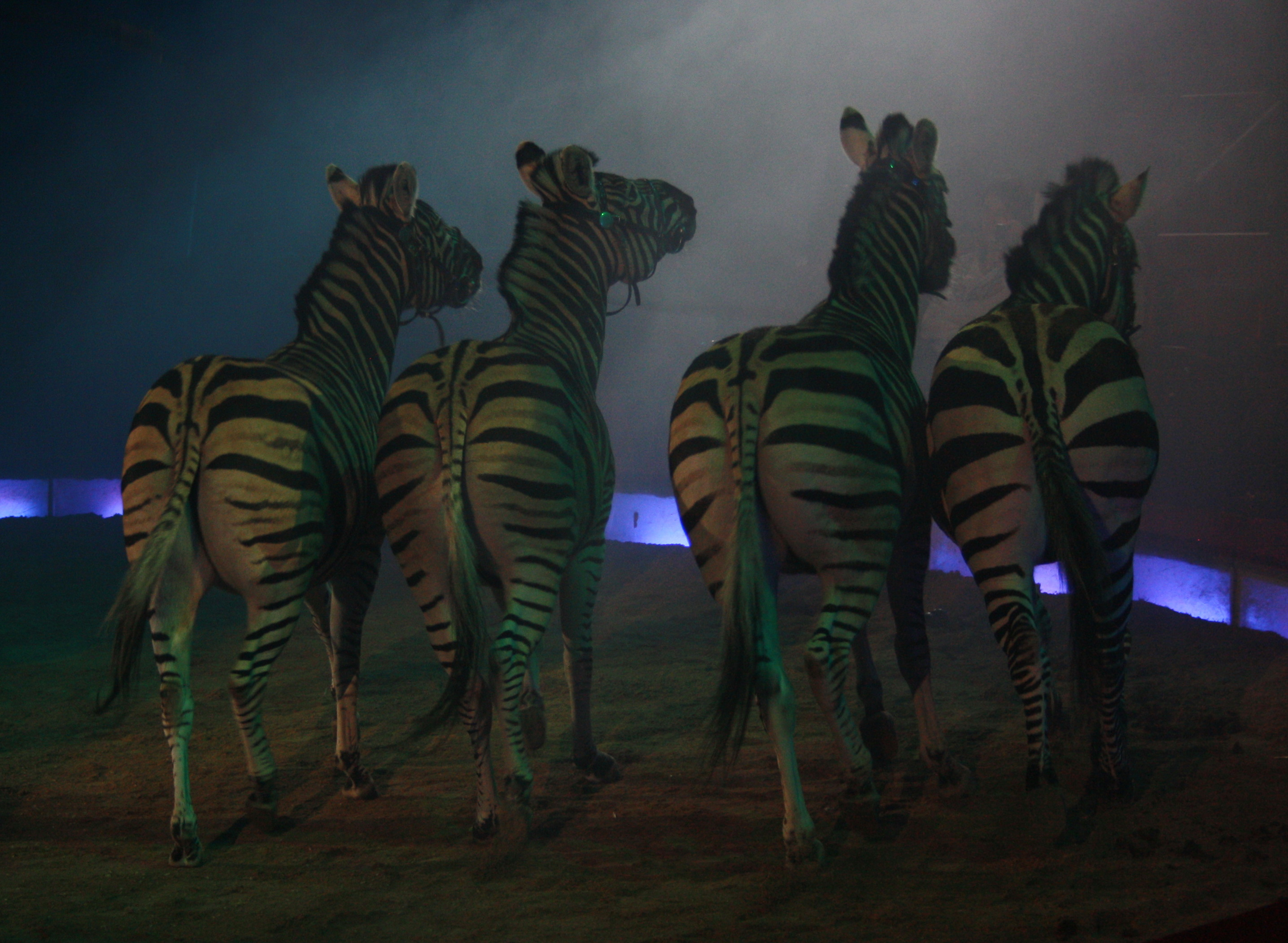
Zebras im Zirkus

Kamele, Lamas, Zebras und Rinder zeigen als Dressurgruppe Figurenlaufen oder werden als „Exotentableau“ teilweise auch mit Giraffen, Straußen, Antilopen, Nashörnern, Flusspferden, Kängurus oder Tapiren in der Manege präsentiert. Seltener wurden auch Krokodile und Riesenschlangen präsentiert.
Darbietungen mit Affen (meist Schimpansen, seltener auch andere Affenarten) oder mit Seelöwen werden meist humoristisch vorgeführt.

#### Raubtierdressur

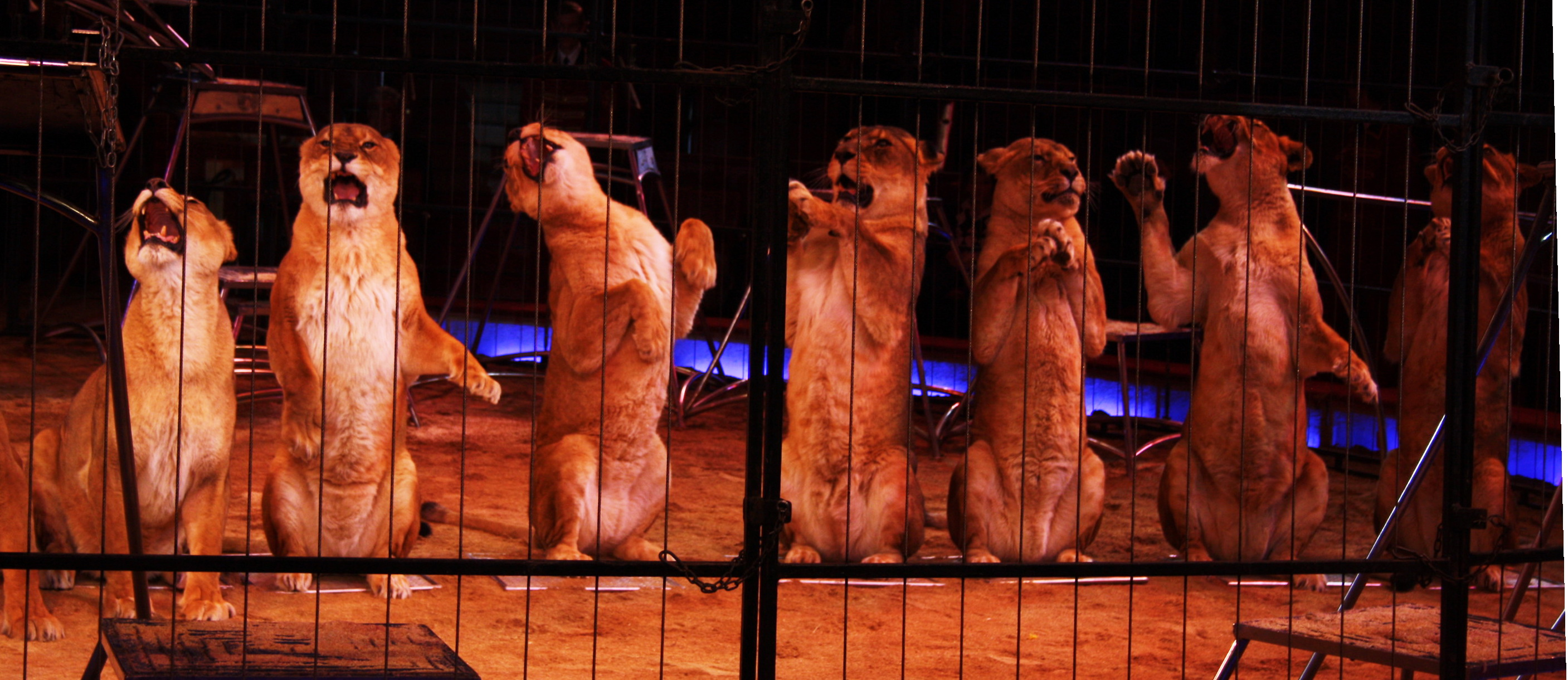
Löwendressur im Zirkus

Großkatzen (Löwen, Tiger, seltener auch Leoparden, Pumas oder Jaguare) werden im Zentralkäfig vorgeführt, einem manegengroßen Käfig der über den Laufgang mit Gehegewagen und Außengehege verbunden ist und innerhalb dessen die Tiere und der Dompteur sich frei bewegen können. Auch Eisbären werden im Zentralkäfig präsentiert. Dagegen werden Braunbären meistens ohne Zentralkäfig, jedoch in der Regel angeleint, vorgeführt. Mit Raubtieren wird meistens auf Distanz gearbeitet. Mögliche Kunststücke sind Balkenlaufen, Sprünge zum Beispiel über Hürden, von Podest zu Podest und über Artgenossen, „lebender Teppich“ (= Abliegen), Hochsitz, Hochstehen, Löwen- oder Tigerbar (= Hochstehen am Balken) etc. Eine der gefährlichsten Übungen ist es, wenn die Raubkatze durch einen Reifen springt, den der Dompteur hält.
Aufgrund des zeitlichen Aufwands für Auf- und Abbau des Zentralkäfigs werden diese Darbietungen meistens direkt vor oder direkt nach der Pause präsentiert.

### Clowns

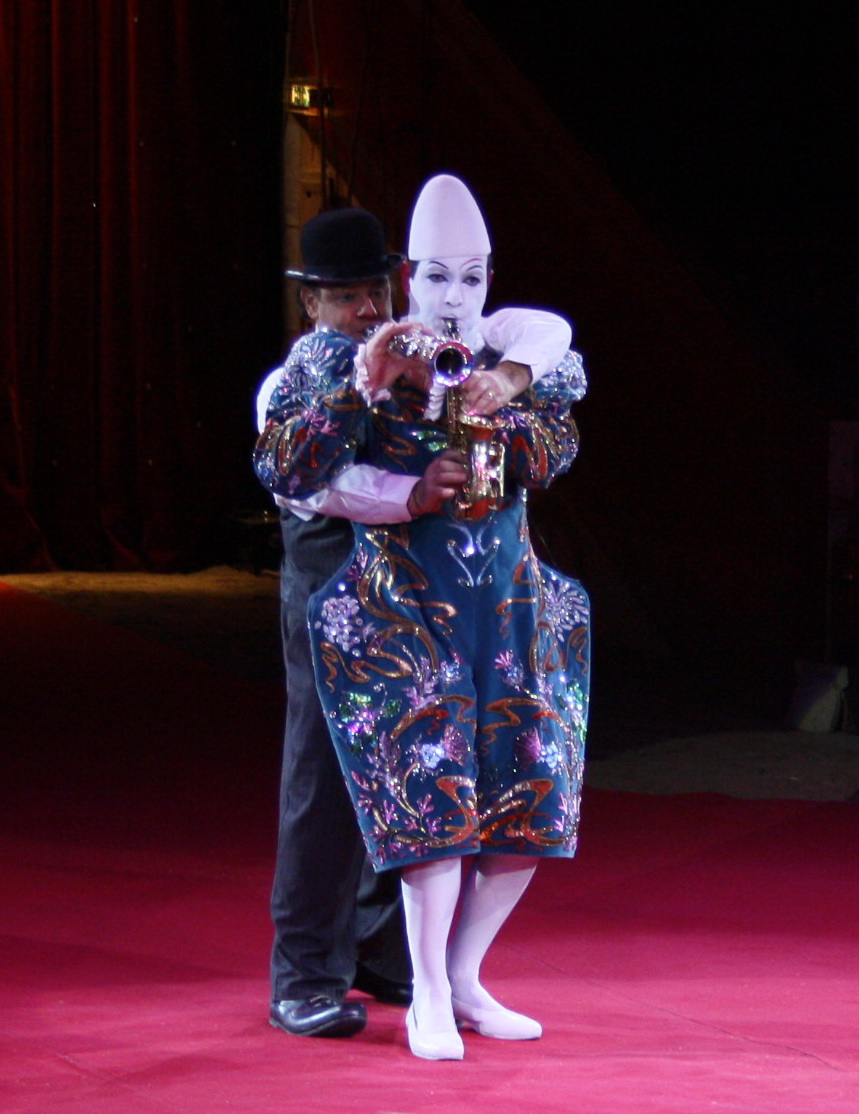
Musikclowns „Les Rossyann“ mit Yann Rossi als Weißclown und Maurin „Hector“ Rossi als Dummer August

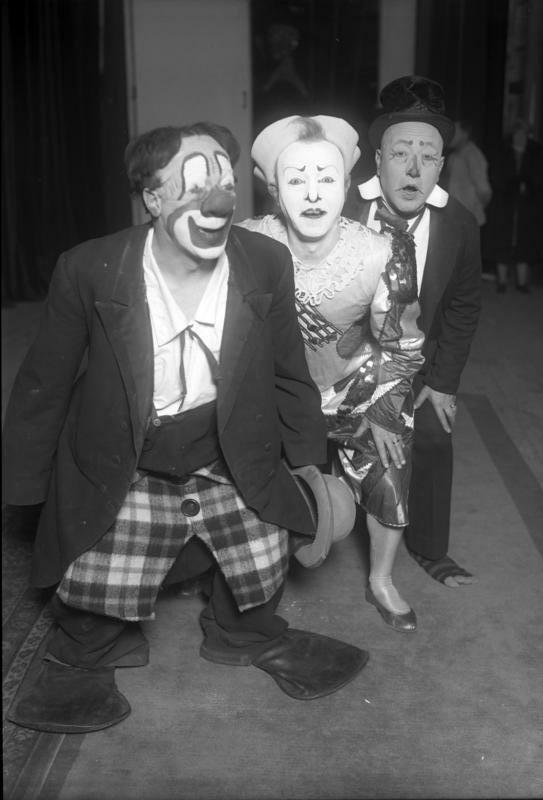
Trio Fratellini 1932 in Berlin

Zu den meisten Zirkusprogrammen gehören auch ein oder mehrere Clowns, die das Publikum mit Späßen zum Lachen bringen und die Sympathieträger der Kinder sind. Der Humor entsteht dabei häufig durch Slapstick und Situationskomik, gelegentlich auch durch Wortwitz. Typisch für Clowns sind oft auch der Einsatz von Musikinstrumenten oder kleinere artistische Kunststücke, die in eine komische Handlung eingebunden werden.
Klassische Clownfiguren sind der aus der Commedia dell’arte stammende Weißclown sowie der Dumme August, wobei der Weißclown die Autorität darstellt, während der Dumme August ständig alles falsch macht und mit seiner Tollpatschigkeit den Weißclown ärgert. Dennoch hat der Dumme August auch eine gewisse Schlitzohrigkeit, so dass er die Sympathien des Publikums auf seiner Seite hat und häufig ist er am Ende doch dem Weißclown überlegen. Häufig gibt es auch mehrere Dumme Auguste; eine klassische Kombination sind Trios aus einem Weißclown und zwei Dummen Augusten, wobei der zweite Dumme August gelegentlich als Contre-August bezeichnet wird. Es gibt jedoch auch Duos mit einem Weißclown und einem Dummen August sowie Quartette mit einem Weißclown und drei Dummen Augusten.
Einige Darbietungen verzichten jedoch auf diese klassische Unterscheidung (insbesondere auf den Weißclown), so dass ein oder zwei Dumme Auguste alleine auftreten. Dabei wird gelegentlich die Figur des Ansagers (Sprechstallmeister oder Ringmaster) integriert, der als Ersatz des Weißclowns die Autorität verkörpert, der sich die Dummen Auguste gegenübersehen. Während viele Clown-Darbietungen das Musizieren als Teil ihrer Darbietung nutzen, haben sich daneben sogenannte Musik-Clowns etabliert, die zahlreiche verschiedene Instrumente beherrschen und die u. a. in ungewöhnlichen Positionen, mit außergewöhnlichen Instrumenten, mehreren Instrumenten gleichzeitig oder besonderen Effekten musizieren. Dabei kommt es jedoch darauf an, nicht nur die verschiedenen Instrumente zu spielen, sondern Musik und Komik zu verbinden.
Auftritte der Clowns lassen sich in Entree und Reprise unterscheiden: während das (meist längere) Entree der eigentliche Solo-Auftritt der Clowns ist, sind Reprisen deutlich kürzer und dienen teilweise der Überbrückung der Umbaupausen zwischen anderen Darbietungen. Teilweise gibt es in einem Programm sowohl Entree-Clowns als auch Reprisenclowns. Eng verwandt mit dem Reprisenclown ist die Figur des komischen Requisiteurs, der im Gegensatz zum Reprisenclown direkt an den Umbauarbeiten zwischen den Darbietungen beteiligt ist.
Daneben kann unterschieden werden zwischen Clowns, die Sprache nutzen und Clowns, die ohne Sprache arbeiten. Manche Clowns beziehen das Publikum direkt in ihre Auftritte mit ein, während andere dies ablehnen, da dies manchen Zuschauern unangenehm ist.
Berühmte Clowns waren/sind Charlie Rivel, Grock, Oleg Popov, Trio Fratellini, Los Rudi Llata, Foottit et Chocolat, Achille Zavatta, Rastellis, Peter Bento Familie, Babusio & Co., Fredi Codrelli, 3 Morenos, Trio Enders, Luftmann-Familie, Los Rivelinos, Tony Alexis Family, David Larible, Pio Nock, Bello Nock, Die Chicky’s, Les Rossyann, Angelo Muñoz, der als Dummer August mit seinen Brüdern als Trio Los Muñoz auftrat und der in Zirkuskreisen als Legende geltende Francesco Caroli, der als Weißclown gemeinsam mit seinen Brüdern Ernesto und Enrico Caroli als Dumme Auguste das Trio Les Francescos bildete.
Neben den klassischen Clowns gibt es auch einen Übergangsbereich zwischen Clown und Pantomime, wobei auf ein klassisches Clown-Makeup und entsprechende Kostüme verzichtet wird. Berühmte Vertreter dieser Form waren/sind George Carl, Peter Shub, David Shiner, Pic, Bill Irwin und César Dias. Einige moderne Zirkusse verzichten auf klassische Clowns und präsentieren eher Vertreter der visuellen Komik, komische Orchester oder ähnliche Darbietungen, die sich inhaltlich und stilistisch deutlich von klassischen Clowns unterscheiden.
Im Gegensatz zu den europäischen Clowns hat sich in den USA eine völlig andere Clown-Tradition herausgebildet. Dort kommen nahezu keine Weißclowns vor und meist handelt es sich um Truppen mit sehr vielen Dummen Augusten. Die Darbietungen sind viel mehr auf Schadenfreude, spektakuläre Effekte u. ä. ausgerichtet und auch die Makeups sind meist schriller und lassen oft kaum noch die Mimik der Person hinter der Maske erkennen.

### Zauberkünstler
Seltener treten in Zirkussen auch Zauberkünstler auf. Wegen der Größe des Zelts und des Abstands zu den Zuschauern werden vor allem Großillusionen und teilweise auch kleinere, aber visuell gut sichtbare Zauberkunststücke präsentiert. Gleichzeitig ergibt sich das Problem, dass die Zuschauertribünen fast vollständig die Manege umrunden, so dass die Möglichkeiten im Vergleich zu klassischen Bühnen wie im Varieté stark eingeschränkt sind. Auch das Fehlen von Oberbühne, Unterbühne, speziellen Bühnenbildern, entsprechender Bühnentechnik etc. schränkt die Möglichkeiten stark ein. Dennoch treten gelegentlich auch Zauberkünstler in Zirkussen auf.
Eine Sonderform sind die Entfesselungskünstler, die sich durch Geschick und/oder Tricks aus scheinbar unüberwindbaren Fesselungen befreien. Dies wird gelegentlich als eigene Darbietung gezeigt, meist jedoch neben anderen Zauberkunststücken als Teil von Zauberdarbietungen präsentiert.
Eine weitere Sonderform, die man gelegentlich auch im Zirkus sehen kann, sind Quick-Change-Darbietungen, in denen blitzartige Kostümwechsel präsentiert werden. Meist handelt es sich dabei um Duos, wo eine Person die andere Person mit Tüchern, Konfettiregen o. ä. verhüllt, während die andere Person dann Sekunden später komplett anders angezogen ist.

### Orchester

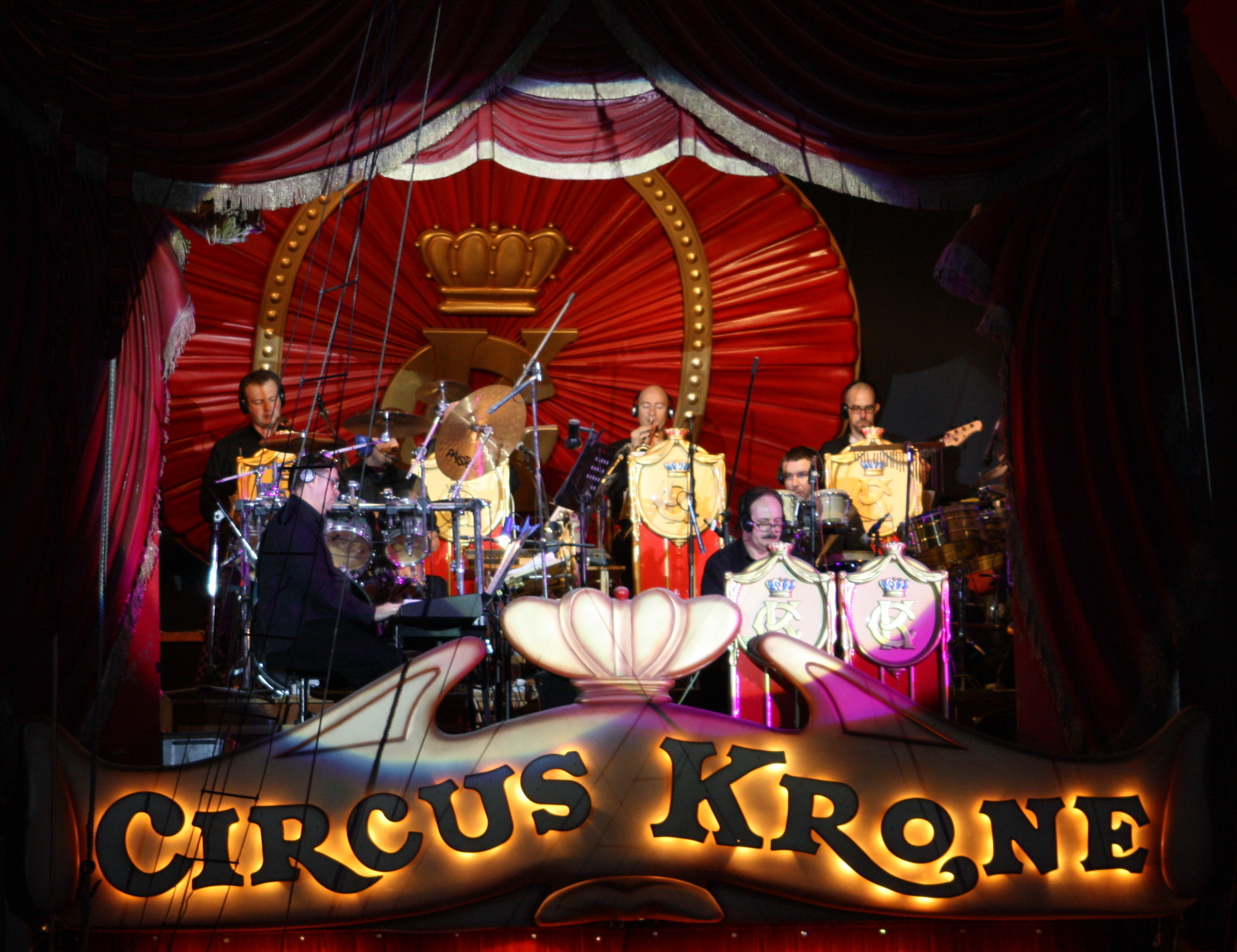
Orchester im Circus Krone

Ein fester Bestandteil jeder Zirkusvorstellung ist die Untermalung der Vorstellung mit Musik. Zusätzlich werden besonders dramatische Stellen häufig mit einem Trommelwirbel und bei Gelingen mit einem Tusch untermalt. Im Laufe der Zeit haben sich viele klassische Stücke der Zirkusmusik etabliert und daneben finden sich weitere Musikstile, die aufgrund ihres Charakters zu Zirkusvorstellungen passen. Viele Darbietungen nutzen jedoch auch modernere Musik.
Während diese Musik früher meist von einem Zirkusorchester gespielt wurde, wird heute aufgrund des Kostendrucks verbunden mit verbesserten technischen Möglichkeiten häufig aufgezeichnete Musik eingesetzt. Auch Trommelwirbel, Tusch und ähnliche musikalische Akzentuierungen können dabei auf Knopfdruck eingespielt werden. Einige Zirkusse setzen jedoch bewusst weiterhin auf ein Live-Orchester, zum einen, um besser auf die Darbietungen eingehen zu können und zum anderen, um die damit verbundene Atmosphäre zu erhalten.

## Bekannte Zirkusse

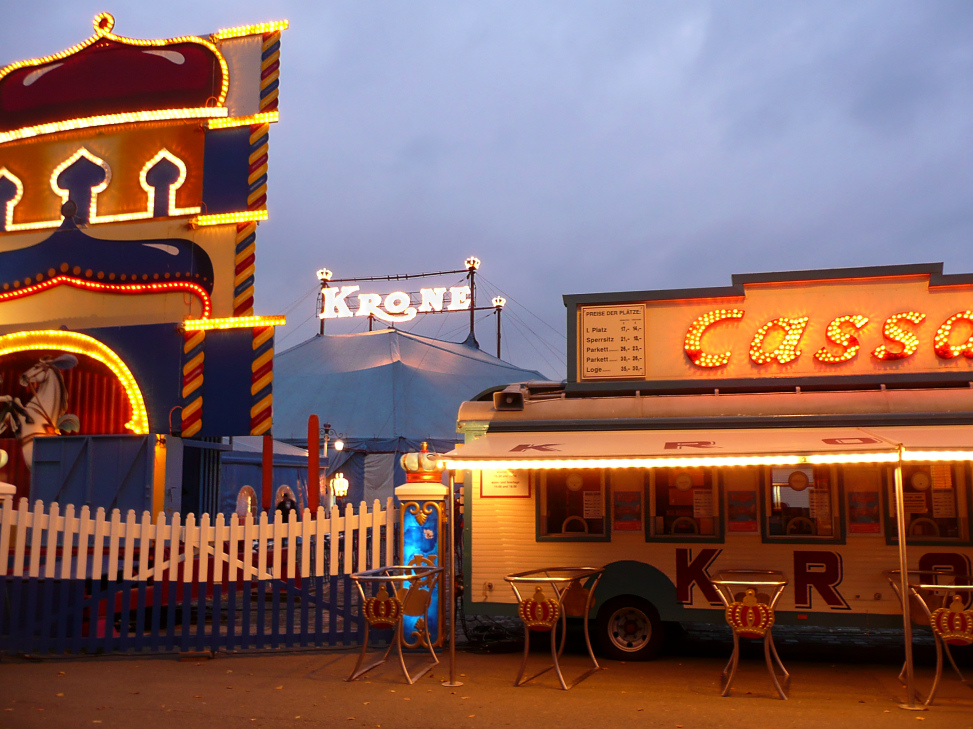
Eingangsportal, Zirkuszelt und Kassenwagen des Circus Krone

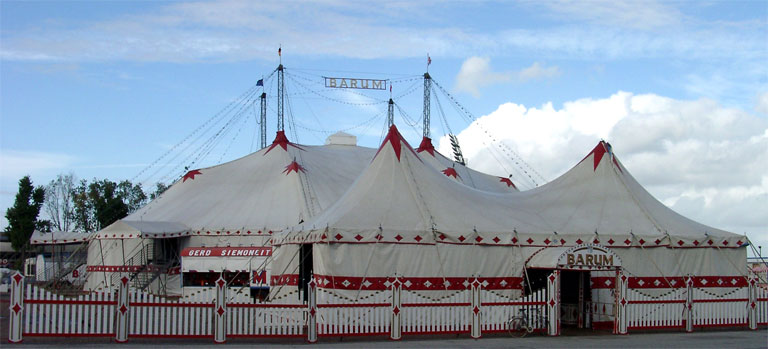
Zirkus Barum auf dem Hamburger Heiligengeistfeld

Im Nachkriegs-Deutschland sehnten sich die Menschen nach Abwechslung und Unterhaltung und so florierten zahlreiche Circus-Unternehmen. Neben diversen kleinen Unternehmen gab es zahlreiche Großzirkusse. Teilweise waren dies Unternehmen, die bereits vor dem Krieg aktiv waren und nun wieder ihren Betrieb aufnahmen, wie zum Beispiel der Circus Krone, der Circus Althoff, der 1976 mit dem Circus Williams zum Circus Williams-Althoff fusionierte (siehe Circus Althoff), der Circus Barum, der Circus Sarrasani, der Circus Busch, der 1963 mit dem Circus Roland zum Circus Busch-Roland fusionierte, der Circus Hagenbeck und der Circus Renz.
Jedoch wurden auch neue Unternehmen gegründet: 1975 der Circus Roncalli, der mit Poesie und Nostalgie den Zirkus zum einen modernisieren, aber auch zu seinen Wurzeln zurückführen wollte, 1981 der Circus Fliegenpilz, 1995 der Zirkus Charles Knie, dessen Gründer mit den Gründern des Schweizer Circus Knie und des österreichischen Circus Louis Knie verwandt war, 2001 der Circus Universal Renz.
In der DDR war Zirkus verstaatlicht und existierte als Staatszirkus der DDR, ein Zusammenschluss von drei ursprünglich privaten Zirkussen: die Zirkusse Barlay (später Olympia, schließlich Berolina) und Busch waren im Jahr 1960 die Gründungsbetriebe; ein Jahr später kam der Zirkus Aeros dazu. Der Staatszirkus der DDR bestand bis zum Jahr 1990. Daneben existierten in der DDR nur wenige private Zirkusse, wovon vor allem der Zirkus Probst äußerst erfolgreich war, obwohl er von der Staatsführung missbilligt und mehrfach enteignet wurde. Er konnte sich über die Wiedervereinigung hinaus bis ins Jahr 2014 erhalten. In der Schweiz war nach dem Circus Knie der Circus Nock der zweitgrößte Zirkus der Schweiz, der von 1860 bis 2019 existierte.
Die meisten dieser Unternehmen sind im Laufe der Jahrzehnte wieder vom Markt verschwunden. Das größere Freizeitangebot und veränderte Freizeitverhalten ist ebenso ein Grund wie teilweise das Problem geeignete Nachfolger zu finden, wenn eigene Nachkommen das Unternehmen nicht fortführen wollten. Die hohen Betriebs- und Reisekosten taten ihr übriges zur Verschärfung des Problems. Und so sind heute (Stand 2021) in Deutschland neben einigen kleinen Unternehmen nur noch vier Großzirkusse tätig: Circus Krone, Zirkus Charles Knie, Circus Probst (West-Probst) und Circus-Theater Roncalli. Die anderen Unternehmen wurden größtenteils ganz aufgelöst oder haben ihr Geschäftsfeld geändert.
Der Circus Krone betreibt neben seinem reisenden Zirkus in München den letzten festen Zirkusbau in Deutschland, wo vor allem im Winter, wenn die Tournee unterbrochen ist, verschiedene Zirkusprogramme gezeigt werden.
Zeitweise gab es den Trend, dass Agenturen spezielle Zirkusproduktionen mit Artistik aus China, Russland, Afrika und der Mongolei zeigten.
Seit Mitte der 1990er Jahre sind in Deutschland Weihnachtszirkusse in Mode gekommen, die teilweise von klassischen Zirkusunternehmen präsentiert werden, teilweise jedoch auch von Agenturen in gemieteten Zelten zusammengestellt werden und die in der Adventszeit und bis nach Weihnachten Programme mit einer weihnachtlichen Atmosphäre und entsprechend dekorierten Zelten und Vorzelten präsentieren.

## Festivals
Es gibt weltweit mehrere regelmäßig (in der Regel jährlich) stattfindende Zirkusfestivals, in denen sich entsprechende Darbietungen der breiten Öffentlichkeit, aber auch einem Fachpublikum präsentieren können und wo in der Regel auch Darbietungen ausgezeichnet werden. Daneben dienen diese Festivals auch der Kontaktaufnahme zu Kollegen. Häufig sind solche Festivals der Beginn internationaler Karrieren. Die großen Festivals werden auch aufgezeichnet und deren Höhepunkte sind in zahlreichen Ländern regelmäßig im Fernsehen zu sehen.
Zu den größten und bekanntesten Festivals gehören:
- Internationales Zirkusfestival von Monte-Carlo (Festival International du Cirque de Monte-Carlo), seit 1974 in Monaco stattfindendes Festival.[11]
- Weltfestival des Zirkus von Morgen (Festival Mondial du Cirque de Demain), seit 1977 in Paris stattfindendes Festival, das einen modernen Zirkus fördern möchte und von Beginn an auf Tierdarbietungen verzichtet hat.[12]
- Festival International du Cirque de Massy, seit 1993 in Massy stattfindendes Festival.[13]
- Budapest Circus Festival, alle zwei Jahre in Budapest stattfindendes Festival.[14]
- European Youth Circus, alle zwei Jahre in Wiesbaden stattfindendes Festival für junge Nachwuchsartisten.[15]

## Zirkusschulen/Artistenschulen
In zahlreichen Staaten gibt es staatliche und/oder private Zirkusschulen, die schwerpunktmäßig Akrobatik und teilweise auch Clownerie unterrichten. Während der Nachwuchs von Zirkusartisten häufig durch die Eltern und andere Artisten ausgebildet wird, richten sich solche Schulen auch an Personen, die keine Verbindungen in diesen Bereich haben und eine Artisten-Laufbahn in Zirkus, Varieté etc. anstreben. In Deutschland gibt es drei Vorbereitungsschulen, die eine Ausbildung zum staatlich geprüften/staatlich anerkannten Artisten anbieten. Die Staatliche Ballettschule und Schule für Artistik und die private Etage in Berlin, sowie seit 2015 der Circartive in Gschwend bieten als Berufsfachschulen eine vollwertige Ausbildung und sollen Kinder und Jugendlichen mit hervorgehobenen Talent das Bachelorstudium der Artistik ermöglichen. Beispiele für Hochschulen mit dem Lehrgang Artistik sind die École nationale de cirque (eine der renommiertesten Performing-Arts-Education-Schulen), der Codarts in Rotterdam oder die Fontys Academy for Cicus Arts and Performance (ACAPA) in Tilburg.
Davon zu unterscheiden sind die namensgleichen Zirkusschulen, die als mitreisende Schulen bei größeren Zirkusunternehmen den Kindern der Beschäftigten den Schulbesuch ermöglichen, ohne dass sie Internate oder ständig wechselnde Schulen besuchen müssten. An diesen reisenden Kleinst-Schulen wird nur die Primarstufe (Grundschule) und bei der Sekundarstufe maximal der Hauptschulabschluss angeboten.

## Tierhaltung in Zirkusunternehmen

### Kritik an den Haltungsbedingungen
Seit den 1990er Jahren wird die Zirkuswelt mit Kritik von Tierschutzverbänden und Tierrechtlern konfrontiert. Sie werfen den Zirkusbetreibern vor, Tiere und insbesondere exotische Wildtiere nicht artgerecht zu halten. Unter artgerechter Haltung wird unter Tierrechtlern dabei meist eine Tierhaltung verstanden, durch die das jeweilige Tier seine natürlichen artspezifischen Bedürfnisse (Körperpflege, Ernährung, Bewegung, soziale Kontakte zu Artgenossen u. a.) weitestgehend befriedigen kann. Eine artgerechte Haltung sei im Rahmen des Zirkusbetriebs gar nicht möglich. Die Gehege seien in jedem Fall zu klein, um den natürlichen Bewegungsbedürfnissen gerecht zu werden. Ankettung sei außerdem immer noch gängige Praxis in Zirkussen.
Zirkusleute halten dem entgegen, dass Zirkustiere heute nicht mehr aus der freien Wildbahn stammen, sondern in menschlicher Obhut geboren wurden. Sie seien somit von klein auf an den Kontakt und die Zusammenarbeit mit ihren menschlichen Partnern gewöhnt. Die meisten Zirkusse hätten ihre Stallungen um Außengehege und artspezifisch auch um Wasserbecken ergänzt, selbst für Raubtiere. Der Verhaltensbiologe Immanuel Birmelin sagt, es komme auch nicht in erster Linie auf die Quadratmeter der Gehege an, denn: „Wie der Mensch finden auch Tiere das größte Glück in dem, was sie erleben. Die ganze Neurobiologie spricht deshalb ganz eindeutig zugunsten des Zirkus. Unterhaltung, Lernen, Training – das alles ist doch für Tiere extrem wichtig.“ Peter Singer führt dagegen wissenschaftliche Beobachtungen ins Feld, die belegen sollen, dass selbst über Generationen gezüchtete Nutztiere ihre instinktiven Bedürfnisse nicht verlieren.
Unbestreitbar ist, dass die Haltung von Wildtieren umso aufwendiger und kostspieliger ist, je mehr sie auf die Bedürfnisse der Tiere Rücksicht nimmt. Viele Zirkusunternehmen stehen jedoch unter wirtschaftlichem Druck und müssen hart kalkulieren. Theo Mantel, Ehrenpräsident der Bundestierärztekammer, der 30 Jahre lang als Amtstierarzt gearbeitet und immer wieder Zirkusse kontrolliert hat, sagt dazu: „Es gibt reisende Zirkusse, die um Fressen für die Tiere betteln müssen. Denen steht das Wasser buchstäblich bis zum Hals.“ Reisende Zirkusse könnten die besonderen Haltungsanforderungen bei Wildtieren in der Regel nicht einhalten. Die Kosten seien für kleinere und mittlere Betriebe zu hoch. Und Elefanten könne man „im kalten deutschen Winter schlicht nicht artgerecht halten“. Laut Immanuel Birmelin gehören Schimpansen nicht in den Zirkus: „Ein Gehege, das ihrem Spieltrieb gerecht wird, kann kein Zirkus dieser Welt finanzieren.“
Es wird weiterhin kritisiert, dass für viele Tiere zwei bis drei Auftritte pro Tag und die hohe Geräuschkulisse enormen Stress darstellten. Befürworter der Tierdressur halten die hohe Geräuschkulisse bei Auftritten für unproblematisch, solange der Tierlehrer die Konzentration seiner Schützlinge auf sich lenken könne. Erst wenn die Tiere ihre Aufmerksamkeit auf die Umgebung richteten, würde der Publikumslärm zum Stressfaktor.
Tierrechtler kritisieren insbesondere auch die häufigen Transporte der Tiere. Die Reise eines Menschen in einem Autositz sei nicht vergleichbar mit der anstrengenden Reise eines Tieres in einem beengten Tiertransportanhänger. Zirkusleute argumentieren, die Tiere seien an die Transporte gewöhnt. Dieter Seeger, Vorsitzender des Verbandes deutscher Circusunternehmen, beschreibt es so: „Von Reitställen kennt man es, dass die Pferde teilweise auf den Anhänger gezerrt werden müssen. Bei uns reicht es aber aus, wenn der Tierlehrer zweimal in die Hände klatscht und das Pferd trabt freiwillig in den Transporter.“ Wie der Verhaltensbiologe Immanuel Birmelin berichtet, zeigen Cortisol-Tests an Löwen und Elefanten, dass sich der Stresspegel auch bei langen Transporten nicht auffällig verändert und sich nach der Reise nicht wesentlich von den Werten unterscheidet, die an freilebenden Tieren gemessen wurden.
Birmelin betont auch, dass Zirkustiere im Vergleich zu Zootieren viel weniger unter Langeweile litten. Er kam insgesamt zu einem positiven Urteil über die Tierhaltung im Zirkus: „Aus verhaltensbiologischer Sicht gibt es keinen Grund, Elefanten oder Raubtiere im Zirkus zu verbieten, mit nur einer Ausnahme, den Bären. […] Die Zirkusleute sind einfühlsame Tierkenner und große Tierfreunde. Weder könnten sie es sich leisten, ihre Tiere schlecht zu behandeln, noch brächten sie es übers Herz. […] Im Zirkus habe ich Sternstunden der Mensch-Tier-Kommunikation erlebt. Die Leute lieben ihre Tiere – und ihre Tiere lieben sie.“ Stellvertretend für viele Tierschützer sagt Peter Höffken von der Organisation PETA, Birmelin sei ein Beispiel für „tendenziöse Wissenschaftler“, deren „zirkusfreundliche Untersuchungen“ mit Vorsicht zu betrachten seien.
Laut einer repräsentativen Umfrage der Forschungsgruppe Wahlen lehnten im Jahr 2015 zwei Drittel der Deutschen Wildtiere wie Elefanten, Giraffen oder Tiger in Zirkusbetrieben ab. Ihnen gegenüber stehen die Freunde des klassischen Zirkus, die auch oder gerade wegen der Tiere den Zirkus besuchen wollen.

### Kritik an der Dressur
PETA behauptet, dass die Dressur im Zirkus von Gewalt geprägt sei. Zur Dressur würden auch Peitschen, Knüppel, Elektroschocker und Elefantenhaken eingesetzt, mit denen den Tieren Schmerzen zugefügt werden.
Laut dem Aktionsbündnis „Tiere gehören zum Circus“ zeigen Zirkustiere, die sanft und tiergerecht ausgebildet werden, bei Proben und Auftritten in der Regel ein entspanntes Verhalten. Die Vorstellungen beruhten auf einem engen Vertrauensverhältnis zwischen Mensch und Tier, das nicht entsteht, wenn das Tier gequält werde.

### Unfälle und Ausbrüche von Wildtieren
Laut der Organisation PETA gab es von 1980 bis 2010 in Deutschland 24 Unfälle mit Zirkuselefanten. Außerdem erlitten Menschen Bisse von Affen, Bären, Leoparden, Tigern und Kamelen. Eine Debatte löste 1994 die Elefantenkuh Tyke aus, die bei einer Vorstellung in Honolulu ihren Trainer tötete und dann aus dem Zirkus ausbrach. Sie lief eine halbe Stunde durch die Stadt, bis sie von Polizisten mit 86 Schüssen getötet wurde.

### Tierschutzgesetz und Leitlinien
Im deutschen Tierschutzgesetz ist seit Juli 2013 die Möglichkeit vorgesehen, dass Behörden die Wildtierhaltung in einem Zirkus – der Gesetzestext spricht vom „Zurschaustellen von Tieren wildlebender Arten an wechselnden Orten“ – verbieten oder einschränken, wenn die Haltung oder der Transport der Tiere „nur unter erheblichen Schmerzen, Leiden oder Schäden“ möglich ist (§ 11 Abs. 4 des Tierschutzgesetzes). Dies wird von Tierschutzverbänden als völlig unzureichend kritisiert. Von einem ernstzunehmenden Tierschutz könne bei derart niedrigen Anforderungen nicht die Rede sein. Die neuere Zielformulierung in § 11, erhebliche Schmerzen, Leiden oder Schäden zu vermeiden, sei sogar ein Rückschritt im Vergleich zu § 2. Dort steht nämlich, dass der Halter oder Betreuer eines Tieres „das Tier seiner Art und seinen Bedürfnissen entsprechend […] verhaltensgerecht unterbringen“ muss und „die Möglichkeit des Tieres zu artgemäßer Bewegung“ nicht so einschränken darf, dass ihm Schmerzen oder vermeidbare Leiden oder Schäden zugefügt werden (§ 2 des Tierschutzgesetzes).
Die allgemeinen Formulierungen des Tierschutzgesetzes bieten auch keine Orientierung bei der Frage, wie die Haltung bestimmter Tierarten konkret ausgestaltet werden soll. In Deutschland konkretisieren die „Leitlinien für die Haltung, Ausbildung und Nutzung von Tieren in Zirkusbetrieben oder ähnlichen Einrichtungen“ die Vorgaben für den Tierschutz in Zirkusbetrieben. Die Leitlinien legen zahlreiche Anforderungen im Detail fest, zum Beispiel, dass ein Außengehege für bis zu fünf Großkatzen eine Mindestfläche von 50 m² haben muss und für jedes weitere Tier zusätzlich 5 m².
Der Verhaltensbiologe Immanuel Birmelin bewertet die Leitlinien als „angemessen“ und „tiergerecht“. Tierschützer kritisieren zum einen, dass die Leitlinien nur empfehlenden Charakter und keine Gesetzeskraft haben. Ein Sprecher der Organisation Animals United kommentierte zum Beispiel: „Das sind keine Gesetze – und Richtlinien kann man einhalten oder nicht.“ Deutschland sei „ein rechtsfreier Raum für Zirkusbetriebe“. Zum anderen widerspreche die Haltung in engen Gehegen und Käfigen grundsätzlich den Bedürfnissen von Wildtieren. Die Haltung im Zirkus bedeute für die Tiere „lebenslangen Verzicht auf die Ausübung ihrer natürlichen Verhaltensweisen sowie ständige Transporte auf engstem Raum“.

### Kontrollen
Kontrollen der Veterinärämter an den Gastspielorten sollen die Einhaltung des Tierschutzes im Zirkus sicherstellen. Tierschützer weisen darauf hin, dass aufgrund der Ortswechsel der Zirkusbetriebe die Zuständigkeit ständig zwischen verschiedenen Veterinärämtern wechselt, was eine effektive Kontrolle erheblich erschwert. Zudem könnten die Veterinäre auch nur überprüfen, ob die dürftigen Vorgaben des Tierschutzgesetzes eingehalten werden, und nicht von sich aus mehr Tierwohl einfordern.
Die seit 2008 bestehende Zirkusregisterverordnung soll dazu beitragen, die Kontrolle des Tierschutzes in Zirkussen sicherzustellen. Theo Mantel, Ehrenpräsident der Bundestierärztekammer, hält aufgrund seiner praktischen Erfahrung als Amtstierarzt das Zirkuszentralregister für einen „Papiertiger“. Laut Mantel haben Zirkusse verschiedene Möglichkeiten, das Register zu umgehen: „Einige Zirkusse treten manchmal innerhalb kürzester Zeit unter bis zu vier verschiedenen Namen auf.“ Und die Informationen würden nicht schnell genug zwischen den Bundesländern weitergeleitet.
Da viele Zirkusbetriebe grenzüberschreitend in mehreren europäischen Ländern auftreten, erarbeitete die Europäische Gemeinschaft bereits im Jahr 2005 eine entsprechende Verordnung „zur Festlegung der Veterinärbedingungen für die Verbringung von Zirkustieren zwischen Mitgliedstaaten“. Im Anhang der Verordnung befinden sich Formulare zur Erfassung des Tierbestandes sowie der Reisen und Auftritte des Zirkus und Muster für individuelle Tierpässe.

### Verbote
Laut einer Liste des Österreichischen Tierschutzvereins zum Stand 2018 ist die Tierhaltung in Zirkussen in Griechenland, Malta, Bolivien, Guatemala und Honduras komplett verboten. In Italien wurde im November 2017 ein Gesetz verabschiedet, das „die schrittweise Überwindung der Auftritte von Tieren im Zirkus“ vorsieht, wie Kulturminister Dario Franceschini kommentierte. In etwa 25 anderen Ländern sind speziell Wildtiere im Zirkus verboten, davon in Europa: Belgien, Bosnien und Herzegowina, Bulgarien, Dänemark, Estland, Irland, Kroatien, Lettland, Niederlande (seit 15. September 2015), Norwegen, Österreich, Rumänien (ab 2017, aber mit 18-monatiger Übergangsfrist), Schottland, Serbien, Slowenien; in England soll ab 2020 dieselbe Regelung gelten. In mehr als 10 weiteren Ländern gelten bei der Haltung von Wildtieren im Zirkus Einschränkungen, zum Beispiel sind in dem betreffenden Land bestimmte Wildtierarten verboten. Zu einigen Ländern machen die Tierschutzorganisationen unterschiedliche Angaben, so bezüglich Nordmazedonien und Zypern. Im September 2020 kündigte Frankreich ein Verbot von vielen Wildtierspezies in Wanderzirkussen an. Darüber hinaus soll auch die Zucht der gelisteten Arten in Zirkussen verboten werden. Wanderzirkusse mit Wildtieren sollen in Frankreich keine neue Genehmigung erhalten.
In vielen Ländern sind Wildtiere im Zirkus erlaubt, so auch in Deutschland und Spanien. Das Thema bleibt umstritten, auch in der deutschen Politik. Im Juni 2015 forderten zehn Tierschutz- und Artenschutz-Verbände den damaligen Bundesminister für Ernährung und Landwirtschaft Christian Schmidt auf, die Haltung von Wildtieren in Zirkussen „endlich zu verbieten“. Für ein Wildtierverbot sprechen sich (Stand 2018) die Grünen, die Linke und die SPD aus; gegen ein solches Verbot argumentieren die Union, die FDP und das Bundesministerium für Ernährung und Landwirtschaft unter Ministerin Julia Klöckner (CDU). Der Bundesrat hat in den Jahren 2003, 2011 und 2016 versucht, ein bundesweites Verbot von Wildtieren wie Elefanten, Flusspferden, Nashörnern, Giraffen, Bären und Affen in Zirkussen anzustoßen. Diese drei Anläufe wurden jeweils von den Unionsparteien und dem zuständigen Bundesministerium blockiert, hauptsächlich mit dem Argument, dass ein solches Verbot einem Berufsverbot gleichkomme und deshalb nicht zu rechtfertigen sei. Im November 2020 stellte Bundesministerin Julia Klöckner einen Verordnungsentwurf vor, der einige Wildtierarten in Zirkussen in Zukunft verbieten sollte, darunter Elefanten, Flusspferde, Nashörner, Giraffen und Großbären. Der Bundesrat lehnte im Juni 2021 jedoch Klöckners Verordnung ab, ebenso der Bundestag bereits im Oktober 2019 einen Antrag der Grünen, Wildtiere im Zirkus zu verbieten.
Zahlreiche Gemeinden in Deutschland haben inzwischen beschlossen, keine öffentlichen Grundstücke mehr an Zirkusse zu vermieten, die Wildtiere oder bestimmte Wildtiere halten. Im Oktober 2016 waren es mehr als 50 Kommunen, im März 2017 bereits mehr als 70 Kommunen. Laut Angaben von PETA war Ansbach im Juni 2018 die 100. deutsche Stadt mit kommunalem Zirkus-Wildtierverbot. Die kommunalen Verbote sind jedoch rechtlich umstritten. Zumindest vorrangig ist der Gesetzgeber auf Bundesebene zuständig, der kein allgemeines Zirkus-Wildtierverbot kennt. Einige Zirkusbetreiber haben sich erfolgreich gegen kommunalen Verbote wehren können. Mehrere Verwaltungsgerichte haben geurteilt, dass eine Kommune nicht berechtigt sei, Zirkusaufführungen mit Wildtieren zu verbieten. Beispielsweise urteilten sowohl das Verwaltungsgericht Hannover im Januar 2017 als auch in zweiter Instanz das Niedersächsische Oberverwaltungsgericht im März 2017, dass das Wildtierverbot der Stadt Hameln rechtswidrig sei. Die kommunalen Verbote können als politisches Signal an den Gesetzgeber aufgefasst werden, dass ein bundesweites gesetzliches Verbot von Wildtieren im Zirkus erwünscht sei. Mit dieser Begründung führt die Organisation PETA in ihrer Liste der kommunalen Verbote auch jene Städte weiterhin auf, deren Verbot für rechtswidrig erklärt wurde oder die ihr Verbot aufgrund der Rechtslage zurückgezogen haben.
Viele Zirkusunternehmen sind ohnehin dazu übergegangen, Zahl und Bedeutung der Tiere im Zirkusprogramm zu verringern, sei es wegen der strenger werdenden tierschutzrechtlichen Anforderungen, wegen der anhaltenden öffentlichen Kritik und einer kritischen Einstellung in Teilen des Publikums oder auch wegen des hohen Aufwandes für die Tierhaltung. Es gibt mittlerweile einige Zirkusse, die ganz auf Tiere verzichten. So tritt der Circus Roncalli seit 2018 ohne Tierdarbietungen auf.

## Weltzirkustag
An jedem dritten Samstag im April findet der World Circus Day (WCD) statt. Er wurde 2009 von der Fédération Mondiale du Cirque (Zirkus-Weltverband), deren Ehrenpräsidentin Prinzessin Stéphanie von Monaco ist, ins Leben gerufen und zielt darauf, den Zirkus an einem bestimmten Tag international zu feiern und all seine Facetten zu verdeutlichen. 2022 (16. April) wurde darauf aufmerksam gemacht, dass sich Artisten unterschiedlicher Herkunft, Sprache, Hautfarbe, Religion und politischer Gesinnung für eine Saison zusammenfinden, um das Publikum gemeinsam zu erfreuen. 2023 (15. April) waren alle Zirkusse aufgerufen, angesichts des anhaltenden Krieges die Zirkusse und Zirkusschulen in der Ukraine zu unterstützen.